# Wojciech Jaruzelski
Wojciech Witold Jaruzelskiⓘ (ur. 6 lipca 1923 w Kurowie, zm. 25 maja 2014 w Warszawie) – polski polityk komunistyczny i dowódca wojskowy, generał armii ludowego Wojska Polskiego. Jedyny prezydent Polskiej Rzeczypospolitej Ludowej (1989) oraz pierwszy prezydent III Rzeczypospolitej Polskiej (1989–1990).

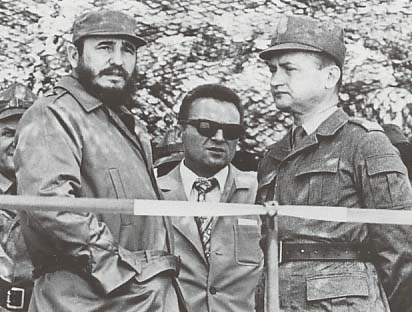
Fidel Castro (po lewej) i Wojciech Jaruzelski (po prawej), maj 1972

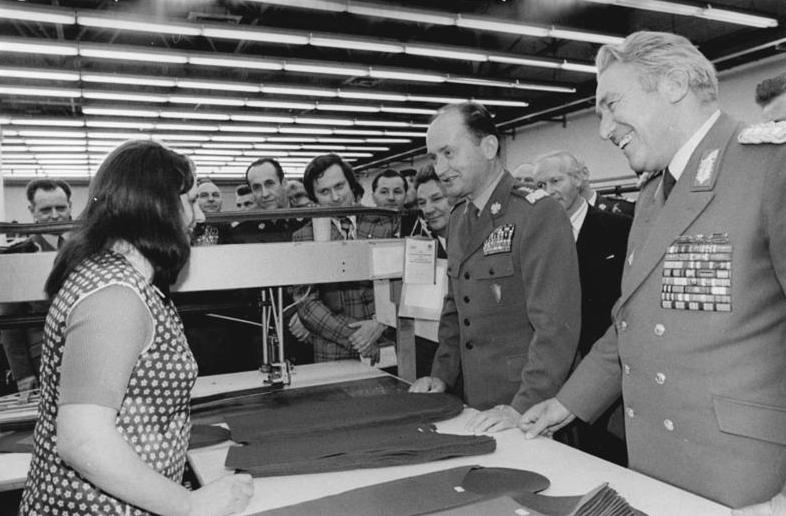
Wojciech Jaruzelski i Heinz Hoffmann (po prawej) składają wizytę w zakładach tekstylnych w Chociebużu (w ówczesnej Niemieckiej Republice Demokratycznej), marzec 1975

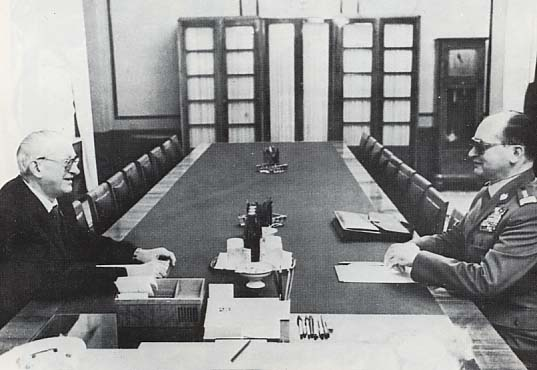
Jurij Andropow i gen. Wojciech Jaruzelski, ok. 1980

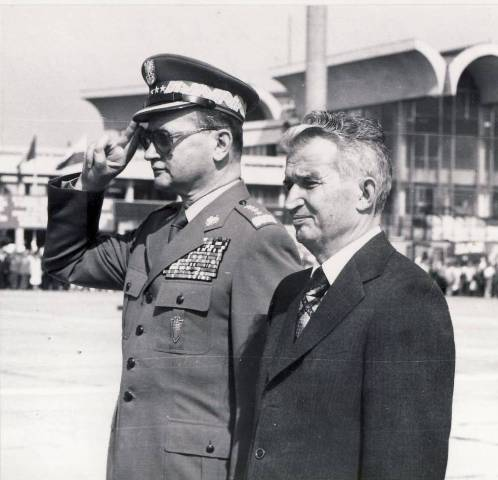
Wojciech Jaruzelski i Nicolae Ceaușescu, lata 80.

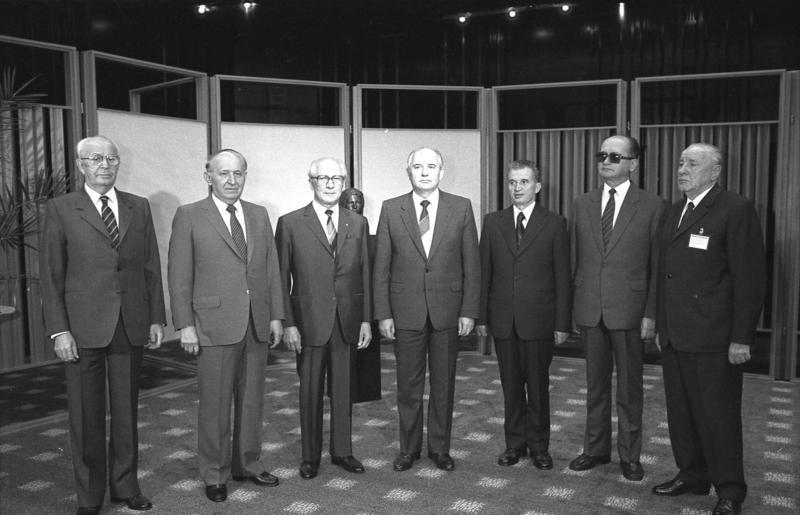
Grupowe zdjęcie na koniec spotkania Komitetu Konsultacyjnego Układu Warszawskiego, od lewej do prawej: Gustáv Husák (CSRS), Todor Żiwkow (BLR), Erich Honecker (NRD), Michaił Gorbaczow (ZSRR), Nicolae Ceaușescu (RSS), Wojciech Jaruzelski (PRL) i János Kádár (WRL), 29 maja 1987

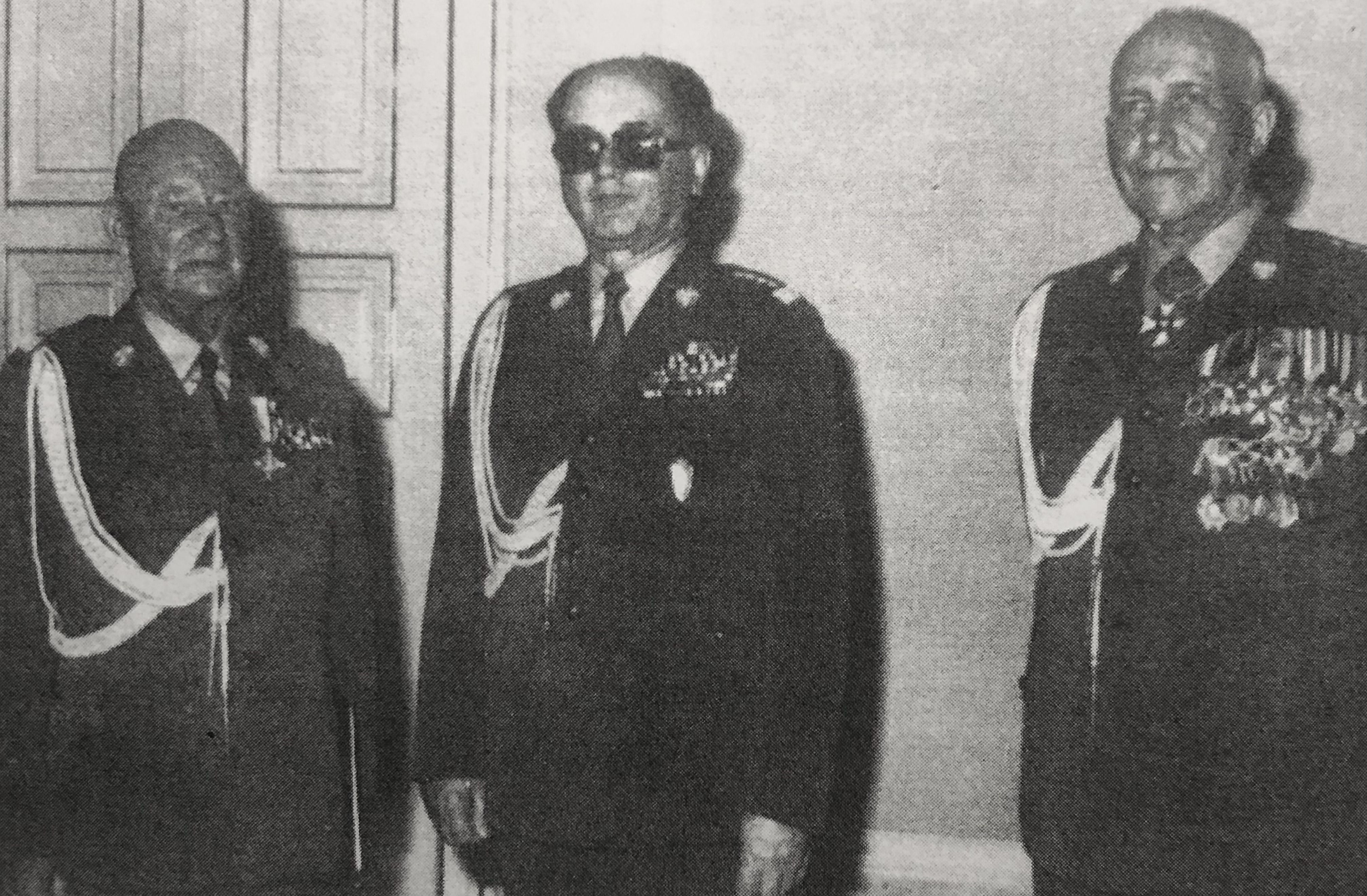
Generałowie Włodzimierz Sokorski, Wojciech Jaruzelski i Zygmunt Huszcza w Belwederze, październik 1988

Szef Głównego Zarządu Politycznego Wojska Polskiego (1960–1965), szef Sztabu Generalnego Wojska Polskiego (1965–1968), minister obrony narodowej (1968–1983), przewodniczący Wojskowej Rady Ocalenia Narodowego (1981–1983), I sekretarz Komitetu Centralnego Polskiej Zjednoczonej Partii Robotniczej (1981–1989). Członek Biura Politycznego KC PZPR (1971–1989), Prezes Rady Ministrów (1981–1985), przewodniczący Rady Państwa (1985–1989), poseł na Sejm PRL III, IV, V, VI, VII, VIII i IX kadencji (1961–1989), członek prezydium Ogólnopolskiego Komitetu Frontu Jedności Narodu w latach 1981–1983. Przewodniczący Komitetu Obrony Kraju – zwierzchnik Sił Zbrojnych, współtwórca Patriotycznego Ruchu Odrodzenia Narodowego.
W nocy 12/13 grudnia 1981 stanął na czele Wojskowej Rady Ocalenia Narodowego, która wprowadziła stan wojenny (1981–1983) i sprawowała faktyczną władzę w Polsce podczas jego trwania. Określany z tej racji jako dyktator wojskowy.

## Życiorys

### Dzieciństwo i młodość
Wywodził się z rodziny szlacheckiej i ziemiańskiej herbu Ślepowron. Ród wywodzi się z pogranicza Mazowsza i Podlasia. Korzeniami sięga przełomu XV i XVI wieku. Gniazdem rodowym przodków był majątek Jaruzele w ziemi drohickiej, a później część rodu objęła dobra Ruś Stara – Sokoły wraz z przyległościami.
Dziadek Wojciecha, również Wojciech, brał udział w powstaniu styczniowym, za co został zesłany na Syberię na 8 lat. Po powrocie do Polski, poślubił Helenę z domu Filipkowską, która wniosła mu duży posag. Dzięki temu małżeństwo mogło kształcić liczne potomstwo. Ojciec Wojciecha, Władysław Mieczysław Jaruzelski (1888–1942), opisywany też jako Mieczysław Jaruzelski, był siódmym z ośmiorga dzieci Wojciecha i Heleny. Wziął udział w wojnie polsko-bolszewickiej w 1920. Mimo że należała mu się część dóbr rodzinnych, pracował jako administrator majątków ziemiańskich. Ciesząc się opinią dobrego fachowca, trafił do Kurowa, położonego 17 km na wschód od Puław, gdzie poznał Wandę z Zarembów, córkę Zofii Zarębiny, dziedziczki majątku Trzeciny nad rzeką Brok, absolwentkę Szkoły Gospodarstwa Wiejskiego w Puławach. Ich ślub miał miejsce 19 września 1922. Wojciech urodził się 6 lipca 1923 o godz. 21 w Kurowie. Pierwsze imię otrzymał po dziadku – powstańcu. W 1928 małżeństwu urodziła się jeszcze córka Teresa.
7 października 1923 został ochrzczony w kościele Narodzenia Najświętszej Maryi Panny i św. Michała Archanioła w Kurowie. Rodzina była głęboko religijna i patriotyczna. W 1925 rodzina Jaruzelskich opuściła Kurów i zamieszkała w majątku Trzeciny.
Nie uczęszczał do szkoły powszechnej. Już po pierwszym dniu edukacji poprosił rodziców o kontynuowanie nauki w domu. Wkrótce potem został zatrudniony dla niego prywatny nauczyciel. Od 1933 Wojciech Jaruzelski uczęszczał do gimnazjum prowadzonego przez zakon marianów na warszawskich Bielanach, a jego edukacja była sporym obciążeniem dla budżetu domowego. Na etapie wyboru rozpatrywane były także gimnazjum jezuickie w Chyrowie koło Lwowa i gimnazjum w Rydzynie. Szkoła uczyła w duchu endeckim oraz zasad katolickich i poszanowania polskiej tradycji. We wczesnej młodości był bardzo religijnym i dobrze zapowiadającym się uczniem. Dostrzeżono w nim talent do przedmiotów humanistycznych. W klasie przyjaźnił się z Tadeuszem Gajcym. Miał dobry styl pisania i formułowania myśli. W latach 1937–1939 należał do Związku Harcerstwa Polskiego, należał do drużyny im. Stanisława Żółkiewskiego. W tym czasie opublikował artykuł Służba Polsce do szkolnej „Jednodniówki”. Odwoływał się tam do tradycji Orląt Lwowskich i harcerzy, którzy polegli w 1920, walcząc z bolszewikami. W 1939 ukończył IV klasę gimnazjum, uzyskując tzw. „małą maturę” w gimnazjum marianów.
Po wybuchu II wojny światowej rodzina uciekała w kierunku wschodnim. W momencie agresji ZSRR na Polskę, rodzina Jaruzelskich przebywała w jednym z majątków w powiecie lidzkim (województwo nowogrodzkie). Wobec ataku ze wschodu postanowili wrócić do Trzecin. Ostatecznie kierując się w kierunku Litwy, w nocy z 22 na 23 września przekroczyli w okolicach Kopciowa granicę z Litwą. Tam mieszkali w różnych miejscowościach w majątkach polskich rodzin. Po okupacji Litwy przez Armię Czerwoną i aneksji przez ZSRR, rodzina Jaruzelskich postanowiła wrócić na tereny okupacji niemieckiej. Ostatecznie matka, obawiając się, że przy przekroczeniu granicy może dojść do rozdzielenia rodziny, zdecydowała o pozostaniu na Litwie. 14 czerwca 1941 rodzina została deportowana na Syberię. Wojciech zamieszkał wraz z matką i siostrą w osadzie leśnej Turoczaku, gdzie w Górach Ałtajskich (ok. 300 km od Bijska) pracował w tajdze przy wyrębie lasów. Nabawił się tam choroby oczu, ślepoty śnieżnej, która trwale uszkodziła mu wzrok. Ciemne okulary ochronne stały się jego znakiem rozpoznawczym. Był także urzędnikiem w Rajpotriebsojuzie (Rejonowy Związek Spożywców). Ojciec został zesłany do łagrów w Kraju Krasnojarskim. Po podpisaniu umowy Sikorski-Majski, jesienią 1941 Władysław został zwolniony z łagru i udał się do Bijska, gdzie znajdowała się polska delegatura. Według siostry Wojciecha, ojciec zapisał go na ochotnika do formującego się wojska Andersa, lecz Wojciech z rodziną dopiero w styczniu 1942 przybył do Bijska. W międzyczasie w październiku 1941 Wojciech został wezwany przez miejscowe NKWD i poinformowany, że dostał pracę na stanowisku pomocnika magazyniera przy jedynym sklepie w osadzie, oraz większe mieszkanie i większy przydział chleba. W styczniu 1942, bez wiedzy miejscowego NKWD, podjął decyzję o opuszczeniu Turoczaka wraz z matką i siostrą, i udaniu się do Bijska celem dołączenia do ojca. Po przybyciu z matką i siostrą w styczniu 1942 do Bijska, spotkał się z – wówczas już ciężko chorym – ojcem. Jaruzelscy zamieszkali przy ulicy Gorkiego 51. Wojciech podjął pracę przy wyrębie lasu, a potem jako tragarz w piekarni. Aresztowany na 3 tygodnie przez NKWD za odmowę przyjęcia radzieckiego tymczasowego zaświadczenia tożsamości.
Ojciec Wojciecha Jaruzelskiego dostał posadę wozaka w miejscowym przedsiębiorstwie rybnym. Władysław Jaruzelski zmarł 4 czerwca 1942 w Bijsku i został pochowany na miejscowym cmentarzu. 19-letni Wojciech stał się jedynym opiekunem rodziny.

### Kariera wojskowa

#### II wojna światowa
W maju 1943 został wezwany przez radziecką Wojskową Komendę Uzupełnień w Bijsku. Dostrzeżono w nim kandydata na oficera i nakazano czekać. Ponownie został wezwany 19 lipca tegoż roku. Dostał skierowanie do Szkoły Oficerskiej 1 Korpusu Sił Zbrojnych w Riazaniu. Nie był to zaciąg ochotniczy, lecz radziecki pobór do wojska. Został skierowany do I Batalionu Piechoty, dowodzonego przez kapitana nazwiskiem Kostriuko. Przydzielony do karabinów maszynowych (CKM typu Maxim). Nie przejawiał większego zainteresowania przedmiotami wojskowymi. Uzyskiwał przeciętne wyniki. Przysięga wojskowa miała miejsce w dniu 11 listopada, odbierał ją gen. bryg. Zygmunt Berling w obecności m.in. Wandy Wasilewskiej i Gieorgija Żukowa. Promocja miała miejsce 16 grudnia 1943. Promował gen. Berling. Jaruzelski na 296 promowanych zajął miejsce około 100. Według generała Zygmunta Huszczy prymusi (m.in. Florian Siwicki) byli mianowani na stopień podporucznika, a większość została, w tym Jaruzelski, mianowana na stopień chorążego. Po uzyskaniu promocji został skierowany na stanowisko dowódcy plutonu piechoty w składzie 8 Kompanii, III Batalionu, 5 Pułku, 2 Dywizji Piechoty im. Henryka Dąbrowskiego. Od 1943 do 1944 był dowódcą plutonu strzelców, w maju 1944 został przeniesiony do zwiadu, gdzie został dowódcą plutonu zwiadu konnego (dwunastoosobowa drużyna).
Wraz z pułkiem przeszedł szlak bojowy 1 Armii Wojska Polskiego. Udział w walkach rozpoczął w końcu lipca 1944, kilkanaście kilometrów od rodzinnego Kurowa, przy forsowaniu Wisły. Potem brał udział w walkach na przyczółku magnuszewskim i akcjach pomocy powstańczej Warszawie (w październiku 1944 został lekko ranny). 11 listopada 1944 został awansowany do stopnia podporucznika (Rozkaz Naczelnego Dowództwa WP nr 59) w korpusie kawalerii. We wniosku awansowym napisano: „(...) jeden ze zdolniejszych i śmielszych oficerów. (...) w okresie bojów wykazał żelazną dyscyplinę, wykonując szybko i dokładnie wydawane mu rozkazy. (...) Zachowanie wzorowe. Cieszy się autorytetem swych zwierzchników i podwładnych.”.
Do Warszawy oddział zwiadu na czele z Jaruzelskim wkraczał od strony Bielan, gdzie znajdowało się przedwojenne gimnazjum Jaruzelskiego. 19 stycznia 1945 wziął udział w defiladzie w gruzach zniszczonej Warszawy. Po zdobyciu Warszawy, 2 Dywizja Piechoty otrzymała nazwę Warszawska, a Jaruzelski otrzymał Srebrny Medal „Zasłużonym na Polu Chwały” (w uzasadnieniu wniosku o nadanie stwierdzono: „(...) doskonale wyszkolony i zdyscyplinowany, a także odważny zwiadowca. Niejednokrotnie kontrolując i kierując (...) akcjami zwiadowczymi batalionów wykazywał zimną krew i odwagę, osobiście wysuwając się w najbardziej niebezpieczne punkty obserwacyjne, dając przykład żołnierzom”). Od końca stycznia 1945 dowodził całością zwiadu pułku.
W lutym 1945 wraz z pułkiem walczył o przełamanie Wału Pomorskiego. Był kilkakrotnie wymieniany w rozkazach dowódcy dywizji jako zasłużony w walkach. Za likwidację granatami stanowiska niemieckiego ckm podczas akcji wywiadowczej w okolicach Borujska, został ponownie odznaczony Srebrnym Medalem „Zasłużonym na Polu Chwały”. Po raz trzeci został odznaczony tym medalem za marcowe walki pod Dziwnówkiem nad Morzem Bałtyckim. 15 marca brał udział w uroczystości zaślubin z morzem mających symbolizować przyłączenie tych terenów do państwa polskiego.
W połowie kwietnia 5 pp uczestniczył w forsowaniu Odry. 14 kwietnia żołnierze pułku wbili słupy graniczne na Odrze. 22 kwietnia pułk dotarł do obozu koncentracyjnego w Sachsenhausen. 24 kwietnia 1945 Jaruzelski został mianowany rozkazem ND WP nr 217 na stopień porucznika w korpusie oficerów piechoty. We wniosku awansowym napisano: „(...) odważny i zdecydowany. Dzięki jego organizacji niejednokrotnie zwiady dawały pozytywne wyniki. Dobrze wyszkolony, inteligentny. Prezentuje się dobrze. W plutonach zwiadowczych, nad którymi utrzymuje kontrolę, panuje wysoka dyscyplina, której on osobiście też bacznie przestrzega”. 3 maja wraz z pułkiem dociera nad Łabę. Za walki na terenie Niemiec Jaruzelski został odznaczony Krzyżem Walecznych oraz Orderem Krzyża Grunwaldu III klasy (nadano 2 września 1945 za to, że „na czele grup zwiadowczych osobiście udawał się na wypady, w nocnych zwiadach sam kierował akcjami (...) W walkach pod Alt-Reetz i Wustrow pierwszy wpadł do okopów wroga i jeszcze przed nadejściem głównych sił zajął mocny i silnie broniony plac broni. Stale i wszędzie podczas bojów na swym stanowisku, nie zwracał uwagi na zmęczenie, gdy cały pułk odpoczywał, on szukał dalszych dróg, rozpoznawał teren.”).
Kapitulacja III Rzeszy zastała Jaruzelskiego wraz z 5 pp na północny wschód od miasta Nauen. Pułkowi nadano miano „Kołobrzeskiego” w uznaniu zasług w walkach na Pomorzu Zachodnim. W czerwcu Jaruzelski przebywał w zdobytym Berlinie. W drugiej połowie czerwca jego pułk został rozmieszczony w stolicy Łużyc – Chociebużu. 1 lipca przekroczył Nysę Łużycką, wracając do Polski.

#### Polska Ludowa
Po przybyciu do Polski w związku z groźbą polsko-czechosłowackiego zatargu zbrojnego o granicę pułk, w którym służył Jaruzelski, otrzymał w dniu 5 lipca 1945 rozkaz bronienia 107-kilometrowego odcinka granicy polsko-czechosłowackiej od Raciborza do Racławic Śląskich (powiaty raciborski, głubczycki i prudnicki). Pułk stacjonował w Głubczycach. 3 sierpnia Wojciech Jaruzelski został komendantem wojskowym miasta. W dniu 9 września pułk po przekazaniu terenu nowo sformowanej 13 Dywizji Piechoty został skierowany do Częstochowy. W nowym miejscu 5 pp miał przede wszystkim prowadzić szkolenie bojowe. Jaruzelski miał odpowiadać za utrzymanie gotowości bojowej wyznaczonych pododdziałów alarmowych oraz organizację stałych patroli na szczeblu garnizonu.
Na przełomie października i listopada 1945 zapadła decyzja o wysłaniu 5 pp, w którym służył Jaruzelski, na teren powiatu hrubieszowskiego, by tam walczyć z Ukraińską Armią Powstańczą. Pułk dotarł na miejsce w dniu 14 listopada. 22 stycznia 1946 Jaruzelski został skierowany do Wyższej Szkoły Oficerskiej w Rembertowie, jednakże szef pułku zwrócił się o pozostawienie Jaruzelskiego na dotychczasowym stanowisku jako niezbędnego dla funkcjonowania pułku. Do zadań Jaruzelskiego należało przygotowywanie opracowań dotyczących działań UPA (przesłuchiwał jeńców ukraińskich) i podziemia antykomunistycznego oraz raportów o działaniach pułku przeciwko nim. Oddziały zwiadowcze pod dowództwem Jaruzelskiego brały również udział w akcji wysiedlania ludności ukraińskiej zamieszkującej powiat hrubieszowski na teren Ukrainy radzieckiej. 16 kwietnia 1946 Jaruzelski został wyznaczony na stanowisko przewodniczącego Wewnętrznej Komisji Kontroli w 5 pp. W dniu 2 maja tego samego roku został zatwierdzony na stanowisku II pomocnika szefa sztabu 5 pp ds. zwiadu. Został drugim zastępcą szefa sztabu pułku. 28 maja 1946 na czele grupy zwiadowczej 5 pp udał się do Hrubieszowa, gdzie poprzedniej nocy połączone siły Wolności i Niezawisłości oraz UPA zdobyły budynki starostwa oraz Urzędu Bezpieczeństwa i Polskiej Partii Robotniczej, a także rozstrzeliwały działaczy PPR. Za walki z „ukraińskimi bandami” Jaruzelski otrzymał Srebrny Krzyż Zasługi (został odznaczony podczas uroczystości państwowych 22 lipca 1946). W okresie czerwca 1946 oddziały podległe Jaruzelskiemu miały za zadanie ochraniać obwodowe komisje wyborcze powołane do celu przeprowadzenia referendum ludowego. 14 czerwca 1946 wyszedł z pułku wniosek o awans dla Jaruzelskiego na stopień kapitana (awansowany 22 lipca 1946).
10 lipca 1946 5 pp został skierowany do Piotrkowa Trybunalskiego. W lipcu 1946 został mianowany wojskowym komendantem miasta Piotrków Trybunalski. We wrześniu na odprawie oficerów pułku został wybrany na przewodniczącego Sądu Honorowego dla młodszych oficerów pułku. W swoich sprawozdaniach opisywał walki jednostek pułku z bandami WiN, akcje represyjne i przeciwdziałające wpływom reakcyjnego PSL wśród ludności. W styczniu 1947 kpt. Jaruzelski został zastępcą przewodniczącego komisji wyborczej w wyborach sejmowych.
Według dokumentów znajdujących się w archiwach Instytutu Pamięci Narodowej współpracował od 23 marca 1946 jako agent informator z Informacją Wojskową pod pseudonimem „Wolski”. Współpraca została zakończona najprawdopodobniej w 1954, a na pewno przed 1955. Odmienną interpretację wydarzeń przedstawia Wojciech Jaruzelski: (...) nie byłem w informacji wojskowej (...) natomiast ja zostałem posądzony o to, że byłem tajnym współpracownikiem, którego pozyskano do tej współpracy 23 marca ’46 r. Byłem wtedy chyba jeszcze kapitanem, czy porucznikiem nawet, było to w Hrubieszowie w czasie walk z podziemiem ukraińskim, krwawych walk. Ja byłem szefem zwiadu pułku i współpracowałem rzeczywiście i to było absolutnie zrozumiałe i konieczne z szefem kontrwywiadu pułku. I nie wiem skąd przeniesiono potem dalej tę formułę, bez żadnych podstaw...
W 1947 Jaruzelski (w skierowaniu wpisano Jarozelski) został wysłany w celu uzupełnienia edukacji wojskowej na kurs szefów sztabu dużych jednostek do Centrum Wyszkolenia Piechoty w Rembertowie, które ukończył z wynikiem bardzo dobrym. 30 listopada 1947 został skierowany do cyklu taktyki piechoty i służby sztabów na etat wykładowcy taktyki w Centrum Wyszkolenia Taktyki. Od 1 maja 1948 był wykładowcą taktyki i służby sztabów. Otrzymał etat podpułkownika. Szybko dał się poznać jako dobry wykładowca. W grudniu 1947 został wyróżniony premią 3000 zł za dobre przygotowanie i „zabezpieczenie materiałowe” ćwiczeń na kursach dowódców dywizji i pułków. Wybierany do licznych komisji w uczelni. Trafił np. do składu zarządu klubu oficerskiego, wybrany na kierownika działu pomocy społecznej. Powierzono mu opiekę nad zebraniem młodszych oficerów, które miało dokonać wyboru sądu polubownego.
10 lipca 1948 zarządzeniem prezydenta RP Bolesława Bieruta mianowany majorem, a już 25 stycznia 1949 podpułkownikiem.
21 lutego 1949 został przeniesiony do Dowództwa Wojsk Lądowych. Został wyznaczony przez szefa Dowództwa gen. Popławskiego na stanowisko szefa Wydziału Szkół i Kursów Oficerów Rezerwy Oddziału Szkół i Kursów Sztabu Wojsk Lądowych. Wydziałowi, którym kierował Jaruzelski, podlegały 2 wyższe szkoły oficerskie, 12 szkół oficerskich, 25 szkolnych kompanii oficerów rezerwy i 5 fakultetów wojskowych na uczelniach cywilnych. Na nowym stanowisku miał się zająć bezpośrednio pionem rezerw oficerskich. W dniu 11 października 1949 awansował na stanowisko szefa Wydziału Szkół Oficerskich i Podoficerskich Zawodowych oraz został pierwszym zastępcą szefa oddziału. Z pozycji nowego stanowiska współdecydował między innymi, jaka kategoria Polaków może ubiegać się o dostęp do uczelni wojskowych. O wysokiej randze Jaruzelskiego świadczy fakt, że dwukrotnie powierzono mu kierownictwo Dowództwem, gdy wyjeżdżał szef gen. Wiktor Sienicki. Jednego razu nawet mimo tego, że byli obecni szefowie działów. Gen. Popławski powierzył mu także wyszkolenie 30-osobowej grupy seminaryjnej szefów wydziałów z DWL. W związku ze zmianami w Wojsku Polskim przeprowadzonymi przez marszałka Konstantego Rokossowskiego, w dniu 1 marca 1950 Dowództwo Wojsk Lądowych przekształcono w Główny Zarząd Wyszkolenia Bojowego. Jaruzelski został wówczas mianowany szefem Wydziału Szkół i Kursów Oficerów Zawodowych. Wraz z płk. Pawluczenkowem objeżdżał garnizony wojskowe z inspekcjami. W tychże inspekcjach był zastępcą przewodniczącego komisji, na czele której stał wspominany Pawluczenko. Po raz pierwszy stanął samodzielnie na czele 20-osobowej komisji w dniach 12–17 marca 1951, kiedy przeprowadzał inspekcję Oficerskiej Szkoły Łączności Przewodowej w Sieradzu. W okresie od 1 października 1952 do 3 października 1953, jak wynika z informacji zawartych w personalnej teczce Jaruzelskiego, odbył kurs doskonalenia dowódców w Akademii Sztabu Generalnego (brak nazwiska na zachowanych listach słuchaczy kursów w ASG), który ukończył z wynikiem bardzo dobrym. W 1953 otrzymał propozycję objęcia stanowiska szefa sztabu korpusu lub starszego wykładowcy taktyki ogólnej i służby sztabów w Akademii Sztabu Generalnego. Z niewiadomych przyczyn nie przyjął propozycji. W dniu 3 października 1953 ponownie awansował, tym razem na stanowisko szefa Oddziału Akademii Wojskowych w Głównym Zarządzie Wyszkolenia Bojowego. Często brał udział w komisjach egzaminacyjnych w szkołach wojskowych.
31 grudnia 1953 mianowany na stopień pułkownika.
W marcu 1954 przewodniczył komisji mającej na celu przeprowadzenie kontroli pracy Akademii Sztabu Generalnego. W lipcu 1955 jako ekstern ukończył z wynikiem bardzo dobrym studia w Akademii Sztabu Generalnego. Było to zgodne z nauką radziecką, która dopuszczała, by szef instytucji nadrzędnej studiował eksternistycznie w podległej sobie uczelni. 14 listopada 1955 awansował na stanowisko szefa Zarządu Akademii Wojskowych, Szkół i Kursów Oficerskich.
14 lipca 1956 został mianowany na stopień generała brygady.
Nie wiadomo, jak zachowywał się Jaruzelski w czerwcu i październiku 1956. Jako jedyny polski generał opowiedział się za pozostaniem marszałka Konstantego Rokossowskiego w Wojsku Polskim.
7 marca 1957 został zastępcą szefa Głównego Zarządu Wyszkolenia Bojowego.
8 października 1957 objął stanowisko dowódcy 12 Dywizji Piechoty (od 24 listopada 1958 Dywizja Zmechanizowana) w Szczecinie. Zastąpił na tym miejscu płka Aleksandra Majtka. 6 listopada 1957 gen. Zygmunt Huszcza wyznaczył Jaruzelskiego na dowódcę garnizonu szczecińskiego. Tym samym Jaruzelski został w Szczecinie najwyższym i najważniejszym dowódcą. W 1958 gen. Huszcza polecił Jaruzelskiemu napisanie artykułu pt. Organizacja marszu w przewidywaniu boju w spotkaniu z dywizją pancerną. Jaruzelski, wykręcając się nawałem pracy, polecił napisanie tego artykułu płk. Kwiatkowskiemu. Wynika z tego, że Jaruzelski nigdy nie czuł się dobrze jako teoretyk sztuki wojskowej i trudno znaleźć jakiś jego tekst z zagadnień myśli wojskowej. W maju 1959 po raz pierwszy w roli dowódcy dywizji wziął udział w ćwiczeniach wojskowych, współdziałając z 8 Dywizją Zmechanizowaną i 20 Dywizją Pancerną. W tym samym miesiącu odwiedzili dowodzoną przez Jaruzelskiego dywizję delegaci Chińskiej Armii Ludowo-Wyzwoleńczej. Wiedział o tej wizycie już dwa miesiące wcześniej i już w marcu wydał odpowiednie zarządzenia, dzięki czemu można było dopracować wszystkie szczegóły, łącznie z propagandą obrazującą przyjaźń polsko-chińską i proletariackie braterstwo broni. Zatem pomyślny przebieg wizyty wystawił dobre świadectwo Jaruzelskiemu, o którym dowiedziało się szybko Ministerstwo Obrony Narodowej i najwyższe kierownictwo partyjne. Na początku 1960 dywizja Jaruzelskiego została uznana za najlepszy związek taktyczny w WP. Jednakże surowa dyscyplina nie była możliwa do utrzymania na dłuższą metę. Już w pierwszym kwartale 1960 roku wskaźniki wykroczeń dyscyplinarnych pogorszyły się.
Rozkazem nr 06 z 12 stycznia 1960 ustanowił „Dyplom Honorowy Związku Taktycznego im. Armii Ludowej”, którym mieli być wynagradzani oficerowie i podoficerowie dywizji, którzy służyli w niej minimum 10 lat, prezentowali wysoki poziom moralny i przejawiali aktywność społeczno-ekonomiczną. Preferencje były jednoznaczne – postawa polityczna przed umiejętnościami.
13 lipca 1960 został awansowany na stopień generała dywizji.
Od 6 lutego 1965 do 11 kwietnia 1968 pełnił funkcję szefa Sztabu Generalnego WP. W latach 60. należał do grupy zaledwie 12 osób w Polsce, które posiadały wiedzę na temat przechowywania na terenie kraju sowieckiej broni atomowej (zadanie specjalne „Wisła”).
Od czerwca 1962 do kwietnia 1968 pełnił funkcję wiceministra obrony narodowej.
Od 11 kwietnia 1968 do 21 listopada 1983 był ministrem obrony narodowej.
22 listopada 1983 Rada Państwa mianowała go Naczelnym Dowódcą Sił Zbrojnych PRL na czas wojny.
Zawodową służbę wojskową zakończył 31 stycznia 1991.

### Kariera polityczna w PRL
Do Polskiej Partii Robotniczej wstąpił w czerwcu 1947. Od 15 grudnia 1948 członek Polskiej Zjednoczonej Partii Robotniczej. W latach 1950–1952 brał udział w zajęciach dwuletniego Wieczorowego Uniwersytetu Marksizmu-Leninizmu, który ukończył z oceną bardzo dobrą. Od 1 czerwca 1960 do lutego 1965 był szefem Głównego Zarządu Politycznego WP. Stanowisko to zaproponował gen. Jaruzelskiemu marsz. Marian Spychalski, odmawiając wyrażonej listownie przez gen. Jaruzelskiego prośbie o niepowoływanie go na to stanowisko (... jestem szczerze zmartwiony ewentualnością odejścia z pionu liniowego w którym służę z wielkim zamiłowaniem od 17-stu lat. Nawet traktując takie odejście jako czasowe, muszę liczyć się z faktem, iż wyłączy mnie ono z właściwego rytmu problematyki bojowej, stwarzając tym samym poważne luki i zaległości). Na nowym stanowisku został bezpośrednio podporządkowany sekretarzowi Komitetu Centralnego PZPR Ryszardowi Strzeleckiemu. Z racji pełnionej funkcji zasiadał w Zespole MON i Radzie Wojskowej MON. W wyborach w 1961 r. został z klucza partyjnego mianowany na posła z ziemi szczecińskiej, gdyż wcześniej dowodził dywizją w Szczecinie.
Od 15 czerwca 1964 do 19 lipca 1989 był członkiem KC PZPR. Od grudnia 1970 do grudnia 1971 był zastępcą członka, a od 11 grudnia 1971 do 19 lipca 1989 członkiem Biura Politycznego KC PZPR. Na IV Plenum KC PZPR 18 października 1981 został wybrany na I sekretarza KC PZPR (pełnił tę funkcję do 29 lipca 1989).

#### Marzec 1968
W okresie 1967–1968 jako członek ścisłego kierownictwa resortu obrony aktywnie włączył się w organizację czystek syjonistycznych w wojsku (usunięcie z armii i degradacja oficerów pochodzenia żydowskiego, co było częścią antysemickich działań władz państwowych, których kulminacją były tzw. wydarzenia marcowe). Generał Jaruzelski twierdził, że akcję przeprowadzał Główny Zarząd Polityczny WP, a wśród oficerów zwolnionych z wojska „ani jeden (...) nie był pracownikiem Sztabu Generalnego, której to instytucji ja wówczas byłem szefem”. Pomimo tego żałował tego co się wtedy stało, albowiem to „ciemna, brudna karta najnowszej historii”. „Tamten czas ma jednak wiele płaszczyzn i uwarunkowań (...). Na różnych etapach różne były moje – i miejsce, i możliwości. Nie uchylam się jednak od krytycznej oceny tego na co mogłem mieć realny wpływ. Ubolewam z powodu symptomów i faktów, jakie „pełzały” w drugiej połowie lat pięćdziesiątych i w latach sześćdziesiątych. Rok 1967 to było w Wojsku wybuchowe apogeum. Po tzw. wojnie czerwcowej pojawił się w naszych siłach zbrojnych (...) szokujący sygnał strategiczno-profesjonalny. W warunkach antagonistycznie podzielonego wówczas świata nastąpiło obsesyjne wręcz uwrażliwienie na ochronę tajemnicy, problem lojalności oraz zagrożenia zaskakującą napaścią zwłaszcza z powietrza. (...) Powstała w skali kraju swoista psychoza, słynne określenie „piąta kolumna”, pożywka dla podejrzeń, inspiracja i pretekst do oskarżeń oraz różnych, niewątpliwie także preparowanych informacji, wreszcie polityczno-personalnych rozgrywek (...).” – stwierdził Jaruzelski.
Podległe mu jednostki WP brały udział w tłumieniu Praskiej Wiosny przez siły Układu Warszawskiego w ramach operacji „Dunaj”. W lutym 1969 z inicjatywy Jaruzelskiego odbyło się w Sztabie Generalnym WP sympozjum naukowe poświęcone interwencji w Czechosłowacji. W tym samym roku odznaczony najwyższym odznaczeniem PRL „Orderem Budowniczych Polski Ludowej”. Został wezwany na 2. miesięczny kurs strategiczno-operacyjny w Moskwie w Akademii Wojskowej im. Klimienta Woroszyłowa. Wraz z nim wyjechali m.in. generałowie: Tadeusz Tuczapski, Florian Siwicki i Wojciech Barański. Od 1969 był wiceprezesem Zarządu Głównego ZBoWiD, a od 1972 wiceprezesem Rady Naczelnej tej organizacji.

#### Grudzień 1970

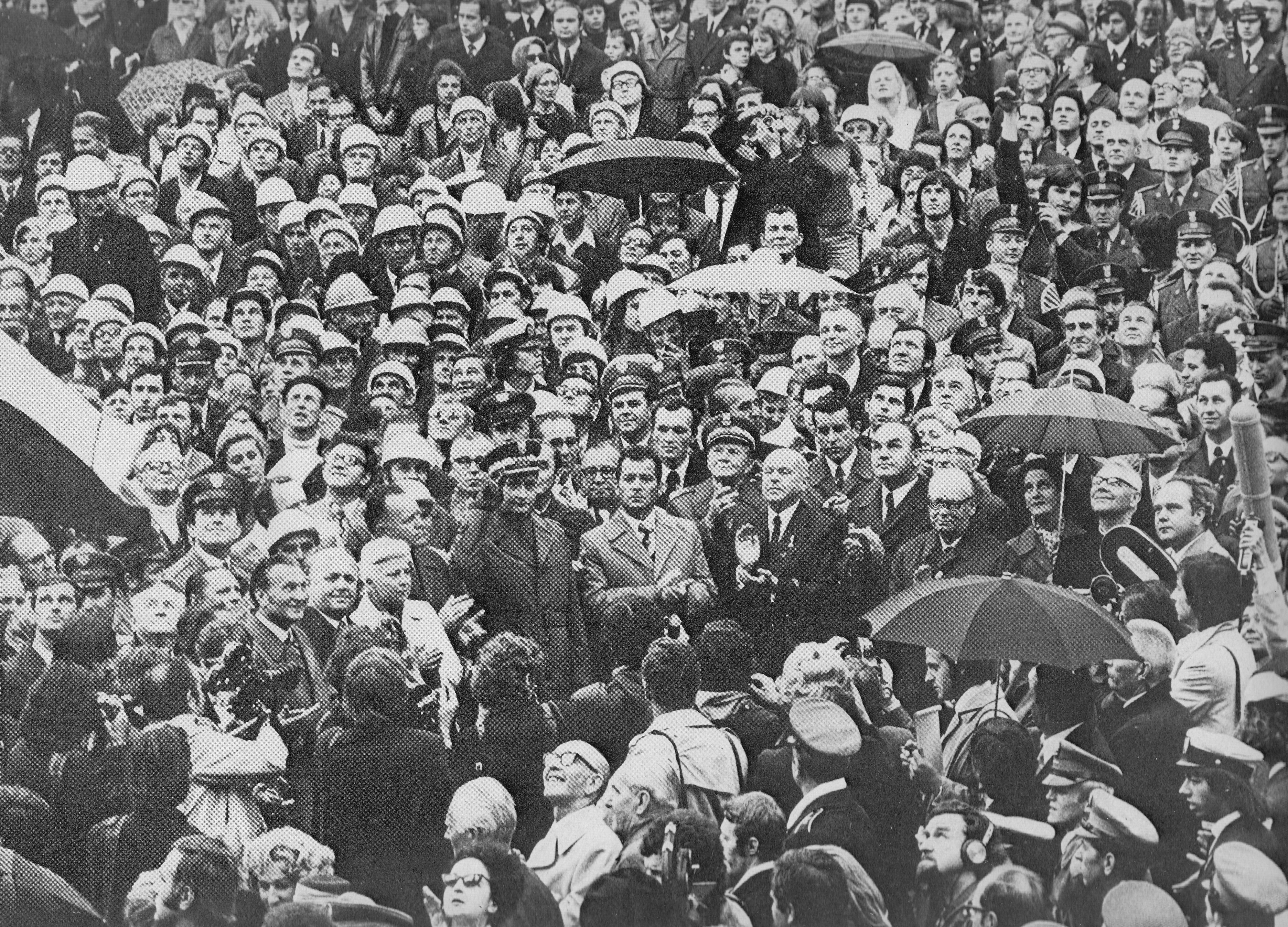
Wojciech Jaruzelski podczas uroczystości zakończenia pierwszego etapu odbudowy Zamku Królewskiego w Warszawie, 19 lipca 1974

Wojciech Jaruzelski nadzorował także tłumienie wystąpień robotników w czasie wydarzeń grudnia 1970 na Wybrzeżu, piastował wówczas stanowisko ministra obrony narodowej. Z tego powodu zarzucano mu współodpowiedzialność za krwawe wydarzenia, do których wtedy doszło. Jaruzelski twierdził, iż rozkaz strzelania do robotników zapadł w najwyższym kierownictwie PZPR, do którego, jako zastępca członka Biura Politycznego KC PZPR, on wtedy nie należał i nie ponosi odpowiedzialności karnej za to, co się stało.
Nie protestował przeciwko decyzji o użyciu broni wobec demonstrantów, która zapadła na posiedzeniu Biura Politycznego KC PZPR 15 grudnia w Warszawie (był na nim obecny). Zdaniem krytyków gen. Jaruzelskiego, brak jego sprzeciwu i jednomyślność decyzyjna innych członków narady wskazują, iż w rzeczywistości decyzja o użyciu broni zapadła kolegialnie, zatem gen. Jaruzelski ponosi za tę decyzję współodpowiedzialność.
Uczestniczył także w przygotowaniach do pacyfikacji strajków na Wybrzeżu, wydając jako minister obrony narodowej liczne decyzje – 8 grudnia 1970 gen. Jaruzelski wydał rozkaz (rozkaz MON nr 8884/Oper.) (...) w sprawie zasad współdziałania wojska i resortu spraw wewnętrznych w zakresie zwalczania wrogiej działalności (...), który stanowił podstawę do kooperacji MON i Ministerstwa Spraw Wewnętrznych w tłumieniu robotniczych protestów w czasie wydarzeń grudnia 1970 i był jedną z przyczyn późniejszej masakry.
Także 14 grudnia 1970 o godz. 23:40 z polecenia gen. Jaruzelskiego szef Sztabu Generalnego WP wydał tajny szyfrogram nakazujący dowódcom okręgów wojskowych przeprowadzających akcję pacyfikacyjną na Wybrzeżu podjęcie działań w przypadku ewentualnego użycia wojsk do zadań specjalnych i faktycznie włączający siły zbrojne do konfliktu.
Jaruzelski po wydarzeniach grudniowych został wynagrodzony stanowiskiem zastępcy członka Biura Politycznego KC, a już w grudniu 1971 dotarł na szczyt hierarchii partyjnej na stanowisko członka Biura Politycznego KC.
W latach 70. Wojciechowi Jaruzelskiemu planowano nadać stopień marszałka Polski. Zamierzenia takie przewijały się na szczycie władz partyjno-państwowych. Z różnych względów oraz z racji niechęci do tego samego Wojciecha Jaruzelskiego, zamierzenia te nie zostały zrealizowane.

#### Działalność polityczna w latach 1980–1981. Stan wojenny

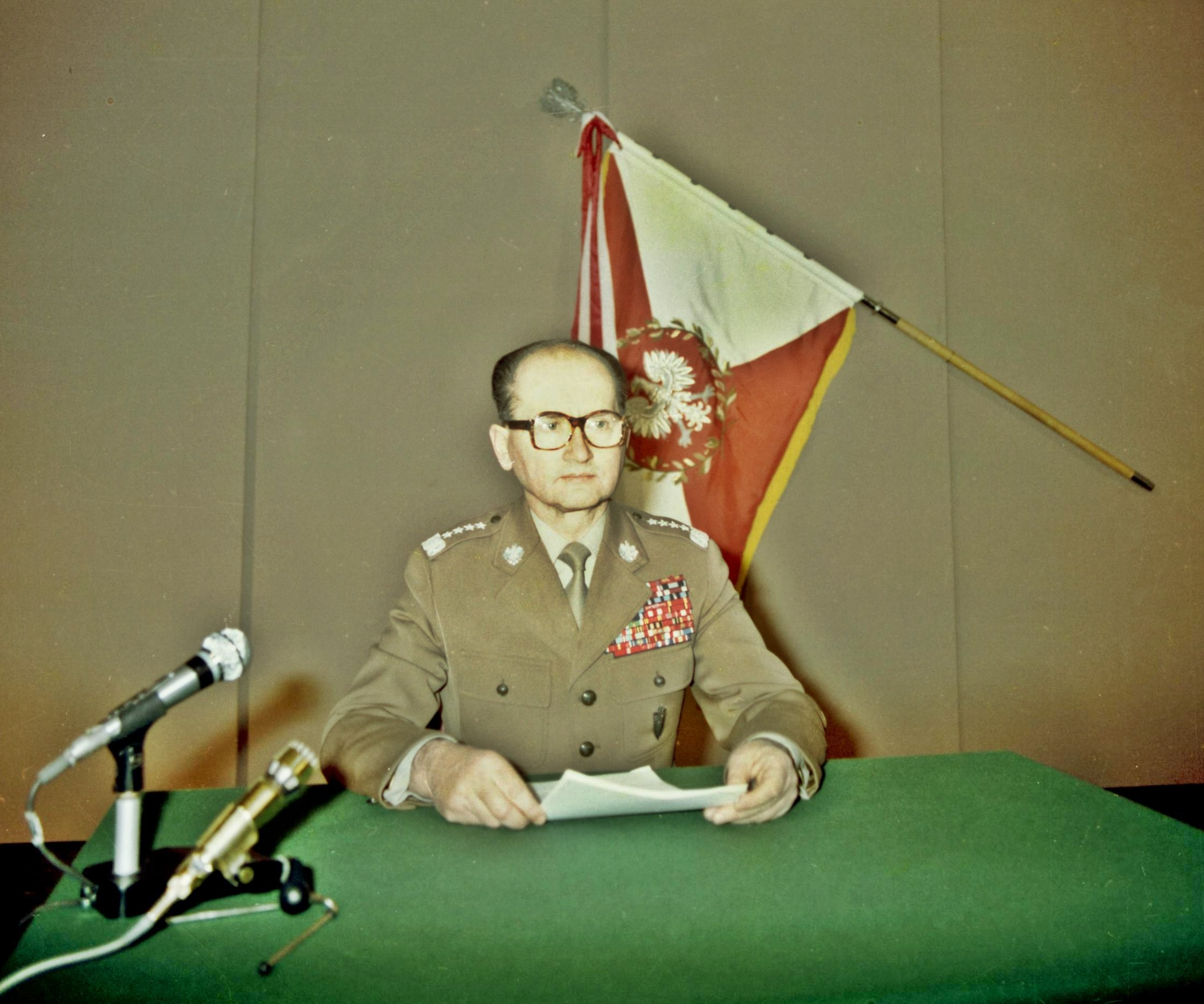
Wojciech Jaruzelski, 13 grudnia 1981

Po rozpoczęciu strajków w lipcu i sierpniu 1980 Wojciech Jaruzelski jako członek BP wszedł w skład specjalnej kilkuosobowej komisji wewnątrzpartyjnej, która miała zaproponować zmiany w składzie władz partii, co świadczyło o jego rosnącym znaczeniu politycznym. W połowie sierpnia Edward Gierek zaproponował jego kandydaturę (jako jedną z trzech obok Stefana Olszowskiego i Stanisława Kani) jako odpowiednią na swojego następcę na stanowisku I sekretarza KC PZPR. Generał odmówił, argumentując, że w czasie, gdy społeczeństwo oczekuje zmian w kierunku demokratyzacji, wybór wojskowego na tę funkcję mógłby zostać odczytany jako symbol zanegowania tej tendencji. Jego kandydatura na funkcję I sekretarza została ponownie wysunięta (przez Stanisława Kanię) po odejściu ze stanowiska Edwarda Gierka we wrześniu 1980. Generał ponownie odmówił. Jednocześnie poparł kandydaturę Stanisława Kani. Kania w tym okresie konsultował z generałem wszystkie wystąpienia publiczne i posunięcia kadrowe.
Już od sierpnia 1980 rozpoczął prace studyjne nad wprowadzeniem stanu wojennego w Polsce, prowadzone w ramach Komitetu Obrony Kraju i Sztabu Generalnego Wojska Polskiego. 12 listopada 1980, dwa dni po oficjalnej rejestracji Niezależnego Samorządnego Związku Zawodowego „Solidarność”, ujawnił na posiedzeniu KOK-u, że przygotowany został zestaw niezbędnych aktów prawnych dotyczących stanu wojennego. 1 grudnia władze Związku Radzieckiego przekazały polskim wojskowym plany wkroczenia wojsk radzieckich do Polski w ramach ćwiczeń Sojuz 81. Gotowość operacyjną do przekroczenia granicy wyznaczono na 8 grudnia.
11 lutego 1981 gen. Jaruzelski objął stanowisko Prezesa Rady Ministrów. Nominacja ta nastąpiła pod osobistym naciskiem ze strony ówczesnego I sekretarza PZPR Stanisława Kani przy niechęci gen. Jaruzelskiego. Na IV plenum KC PZPR obradującym w dniach 16–18 października, po ustąpieniu Stanisława Kani, Wojciech Jaruzelski został I sekretarzem KC PZPR. Otrzymał, w głosowaniu tajnym, 180 głosów za i 4 przeciw. Od października 1981 do końca lat 80. dziennikarz Wiesław Górnicki był ghostwriterem Jaruzelskiego: napisał wystąpienia ogłaszające stan wojenny, redagował przemówienia i dostarczał notatki, jak komentować wydarzenia.
5 grudnia na szczycie państw Układu Warszawskiego w Moskwie gen. Wojciech Jaruzelski przedstawił koncepcję samodzielnego zlikwidowania „Solidarności” i opozycji, gdy tylko wystąpią pierwsze oznaki wyczerpania społeczeństwa. 13 grudnia 1981 wprowadził w Polsce stan wojenny i stanął na czele Wojskowej Rady Ocalenia Narodowego (WRON). Pozostawał na tym stanowisku do 21 lipca 1983.
Wzmocnienie pozycji politycznej gen. Jaruzelskiego w wyniku stanu wojennego posłużyło mu do wprowadzenia polityki kadrowej „cięcia po skrzydłach”, polegającej na odsuwaniu od władzy w PZPR przedstawicieli skrajnych frakcji: liberalnej i dogmatycznej (już na początku stycznia 1982 usunięto z funkcji partyjnych I sekretarzy PZPR w Gdańsku i Katowicach: Tadeusza Fiszbacha i Andrzeja Żabińskiego). Jednocześnie rozpoczął się stopniowy proces utraty wpływów przez działaczy inspirowanych przez czynniki radzieckie.
W stanie wojennym rząd gen. Jaruzelskiego zrealizował wiele reform instytucjonalnych. Powołano wówczas Trybunał Stanu, uchwalono nową ustawę o szkolnictwie wyższym rozszerzającą samodzielność uczelni, wprowadzono samorząd radców prawnych (ustawa z 6 lipca 1982), a także wprowadzono w życie nową ustawę o radach narodowych i samorządzie terytorialnym, przywracając pojęcie samorządu terytorialnego mimo sprzeciwów zwolenników teorii jednolitości władzy państwowej.
Nie zdecydował się na realizację koncepcji jednego ze swoich najbliższych współpracowników Mieczysława Rakowskiego – rozwiązania PZPR lub jej zawieszenia na czas trwania stanu wojennego. Na początku lutego 1982 zwołał posiedzenie KC PZPR, gdzie rzucił hasło: „Partia ta sama, ale nie taka sama”.
W lutym 1992 Sejm przeważającą liczbą głosów podjął uchwałę, w której uznał decyzję o wprowadzeniu stanu wojennego za sprzeczną z konstytucją PRL. Powołano specjalną komisję do przesłuchania ówczesnych członków Rady Państwa, po roku parlament został jednak rozwiązany, a przejmujące wówczas władzę Sojusz Lewicy Demokratycznej i Polskie Stronnictwo Ludowe zrezygnowały z kontynuacji śledztwa parlamentarnego. Jaruzelskiego doceniono, zapraszając go na pierwsze posiedzenie Sejmu II kadencji. W 1996 Komisja Odpowiedzialności Konstytucyjnej, gromadząca dokumenty dotyczące stanu wojennego, uznała, że wprowadzenie stanu wojennego było „wyższą koniecznością”, Sejm umorzył postępowanie wobec Jaruzelskiego, podzielając opinię tej komisji.
Jedna z osób represjonowanych w okresie stanu wojennego, działacz chłopski Stanisław Helski, uderzył Jaruzelskiego kamieniem w twarz podczas spotkania 11 października 1994, na którym promował on swą książkę w księgarni na placu Legionów we Wrocławiu.
Od 1993, w rocznicę ogłoszenia stanu wojennego, przed domem Wojciecha Jaruzelskiego (przy ul. Ikara na warszawskim Mokotowie) odbywały się demonstracje przeciwników wprowadzenia stanu wojennego. 13 grudnia 2003 po raz pierwszy uczestniczyli w manifestacji również zwolennicy Jaruzelskiego, którzy podziękowali mu za decyzję o wprowadzeniu stanu wojennego. Po raz pierwszy Jaruzelski wyszedł do demonstrujących, dziękując im za wyrazy poparcia i zagrzewając do dalszej walki „na froncie ideologicznym i edukacyjnym”. Podkreślił, iż „gdyby nie stan wojenny z 13 grudnia 1981, nie byłoby 13 grudnia w Kopenhadze i w Brukseli”.

#### Działalność polityczna w latach 1982–1989
W latach 1961–1989 był posłem na Sejm PRL III, IV, V, VI, VII, VIII i IX kadencji. Od 11 lutego 1981 do 6 listopada 1985 był prezesem Rady Ministrów. Współtworzył Patriotyczny Ruch Odrodzenia Narodowego, w 1982 był członkiem Prezydium Tymczasowej Rady Krajowej tej organizacji. 22 listopada 1983 został powołany przez Sejm na przewodniczącego Komitetu Obrony Kraju – zwierzchnika Sił Zbrojnych, a przez Radę Państwa mianowany naczelnym dowódcą Sił Zbrojnych na wypadek wojny. 2 września 1982 stanął na czele Komitetu Honorowego uroczystości żałobnych Władysława Gomułki.
W latach osiemdziesiątych inicjował reformy gospodarcze i instytucjonalne (np. powołanie Trybunału Stanu (1982), Rzecznika Praw Obywatelskich (1987) czy Naczelnego Sądu Administracyjnego). Był twórcą Rady Konsultacyjnej przy Przewodniczącym Rady Państwa, która rozpoczęła działalność w grudniu 1986. W skład Rady wchodzili m.in. przedstawiciele frakcji liberalnej we władzach, katolików świeckich, a także ludzie kultury. Uczestnictwo w Radzie zaproponowano też Lechowi Wałęsie. Już wtedy gen. Jaruzelski brał pod uwagę możliwość budowy koncesjonowanej opozycji w oparciu o środowiska katolików świeckich oraz wykorzystania hierarchii kościelnej jako gwaranta „niekonfrontacyjności” tego procesu.
Po amnestii we wrześniu 1986 ekipa gen. Jaruzelskiego rozpoczęła formułowanie koncepcji generalnej reformy państwa, w której było miejsce na pluralizm społeczny, ograniczony pluralizm polityczny, na rynkową reformę gospodarki i uczynienie z sektora prywatnego istotnego jej elementu.
Próby przemian gospodarczych spaliły na panewce (klęska w referendum z 1987).
Jako I sekretarz KC PZPR wprowadził regularne częste posiedzenia Biura Politycznego z wykorzystaniem wiedzy ekspertów, podczas których ściśle przestrzegano zasady swobody dyskusji. Według Komisji Odpowiedzialności Konstytucyjnej pracującej do 1994 Wojciech Jaruzelski wraz z Czesławem Kiszczakiem mieli w 1989 wydać polecenie zniszczenia stenogramów posiedzeń Biura Politycznego KC PZPR. Na początku lat 90. toczyło się w tej sprawie postępowanie. Później zostało umorzone ze względów formalnych.
W latach 80. następował powrót do tradycyjnych motywów historycznych w działaniach władz. W 1982 Kompania Reprezentacyjna Wojska Polskiego zaczęła używać w umundurowaniu rogatywki wzoru z 1935 roku. Od tegoż roku uroczyście obchodzono kolejne rocznice 3 Maja. W 1987 oficjalne warty wojskowe pojawiły się na Cmentarzu Powązkowskim przed grobami poległych w 1920 i pomordowanych w Katyniu. Pod koniec czerwca 1988, na wniosek kilku wdów po zamordowanych oficerach, zgłoszony pod adresem ówczesnego I sekretarza KC PZPR gen. Wojciecha Jaruzelskiego, zorganizowano ich przyjazd do Katynia. Relacja z tej podróży ukazała się w gazecie „Rzeczpospolita” z 1 lipca 1988. Była to pierwsza organizowana przez władze polskie wizyta rodzin pomordowanych na miejscu zbrodni w Katyniu. W lipcu 1988 do Związku Radzieckiego, w związku z uroczystościami 45-lecia powstania ludowego Wojska Polskiego, udała się do Katynia grupa kapelanów WP, która złożyła wieńce na mogiłach pomordowanych i odprawiła tam mszę. W kwietniu 1989 delegacja Rady Ochrony Pamięci Walk i Męczeństwa pod przewodnictwem gen. Romana Paszkowskiego wraz z grupą rodzin ofiar zbrodni pobrała w Katyniu urnę z prochami, która potem została uroczyście złożona w Grobie Nieznanego Żołnierza w Warszawie oraz w Dolince Katyńskiej.

#### Przewodniczący Rady Państwa i prezydent PRL
6 listopada 1985 został powołany przez Sejm na przewodniczącego Rady Państwa. Funkcję tę sprawował aż do czasu zastąpienia Rady Państwa urzędem Prezydenta Polskiej Rzeczypospolitej Ludowej 19 lipca 1989.
Był głównym animatorem Okrągłego Stołu, choć nie uczestniczył w jego obradach. Nie kandydował też w przegranych przez komunistów wyborach do Sejmu X kadencji. W czerwcu 1989 przebywał z wizytą w Wielkiej Brytanii, a w tym czasie Rada Narodowa Rzeczypospolitej Polskiej w rezolucji przyjętej 10 czerwca 1989 na posiedzeniu otwierającym VIII kadencję oświadczyła, że Wojciech Jaruzelski nie ma żadnego prawa do reprezentowania narodu polskiego.
24 września 1985 Jaruzelski spotkał się z Davidem Rockefellerem w Nowym Jorku w obecności Zbigniewa Brzezińskiego. Omówione zostały inwestycja Rockefellera w rolnictwo i działalność Fundacji Rockefeller w Polsce.

### III Rzeczpospolita

#### Prezydent Rzeczypospolitej Polskiej
3 lipca 1989 Adam Michnik opublikował na łamach „Gazety Wyborczej” artykuł zatytułowany Wasz prezydent, nasz premier, gdzie pośrednio odniósł się do kontraktu zawartego przy Okrągłym Stole, gdy obie strony zgodziły się na ustanowienie urzędu prezydenta PRL.
Jeszcze 30 czerwca w obliczu demonstracji antykomunistycznej, jaka przeszła ulicami Warszawy pod hasłem Jaruzelski-musisz odejść (demonstracja ta została rozpędzona przez milicję), Wojciech Jaruzelski, przemawiając na XIII Plenum KC PZPR, oświadczył, że wycofuje swoją kandydaturę i zaproponował na najwyższy urząd w państwie Czesława Kiszczaka. Dopiero 18 lipca zgodził się ponownie kandydować na ten urząd, uzyskawszy poparcie NSZZ „Solidarność”.
6 lipca 1989 „Gazeta Wyborcza” przeprowadziła sondaż, w którym ankietowani typowali swoich najlepszych kandydatów na stanowisko prezesa Rady Ministrów i prezydenta PRL. Próba wynosiła ponad 1000 osób, w 31 miastach. Na urząd prezydenta PRL najwięcej osób typowało Wojciecha Jaruzelskiego, a następni byli kolejno: Lech Wałęsa, Bronisław Geremek, Czesław Kiszczak, Aleksander Gieysztor i Mieczysław Rakowski. 54% badanych nie miało zdania w tej kwestii. Na urząd premiera najwięcej osób wytypowało Mieczysława Rakowskiego, a następni byli kolejno: Bronisław Geremek, Witold Trzeciakowski, Ryszard Bugaj, Jacek Kuroń, Lech Wałęsa, Ireneusz Sekuła, Władysław Baka, Aleksander Kwaśniewski, Czesław Kiszczak i Adam Michnik. 61% nie miało zdania w tej kwestii.
W dniach 9–11 lipca 1989 przyjął goszczącego w Polsce z oficjalną wizytą prezydenta Stanów Zjednoczonych George’a H. Busha.
Od 3 aż do 19 lipca Konfederacja Polski Niepodległej zorganizowała pikietę pod gmachem parlamentu (tym razem interwencja Zmotoryzowanych Odwodów MO okazała się nieudolna) oraz mniejsze demonstracje m.in. w Krakowie, Katowicach, Lublinie, Białymstoku, Kielcach, Opolu, Radomiu i Toruniu, sprzeciwiając się wyborowi Jaruzelskiego na prezydenta.
19 lipca 1989 Jaruzelski został jednak prezydentem PRL (a od 31 grudnia 1989 prezydentem Rzeczypospolitej Polskiej), wybranym przez Zgromadzenie Narodowe przewagą dwóch głosów (wybór poparło 270 spośród 537 biorących udział w głosowaniu członków ZN; do wyboru była potrzebna większość bezwzględna, czyli 269 głosów) na 6-letnią kadencję. O jego wyborze zdecydowała postawa posłów i senatorów wybranych z list „Solidarności”. Popierał reformy rządu Tadeusza Mazowieckiego.
13 kwietnia 1990 podczas oficjalnej wizyty w Związku Radzieckim otrzymał od Michaiła Gorbaczowa kopie dokumentów dotyczących zbrodni katyńskiej z 1940.
19 września 1990 przesłał do marszałka Sejmu Mikołaja Kozakiewicza projekt ustawy konstytucyjnej skracający jego kadencję oraz wprowadzający do porządku konstytucyjnego wybory powszechne prezydenta RP.
Z chwilą objęcia urzędu przez nowo wybranego prezydenta elekta Lecha Wałęsy 22 grudnia 1990 na mocy art. 2 Ustawy z dnia 27 września 1990 o zmianie Konstytucji Rzeczypospolitej Polskiej wygasła kadencja prezydenta Wojciecha Jaruzelskiego.

#### Działalność po prezydenturze

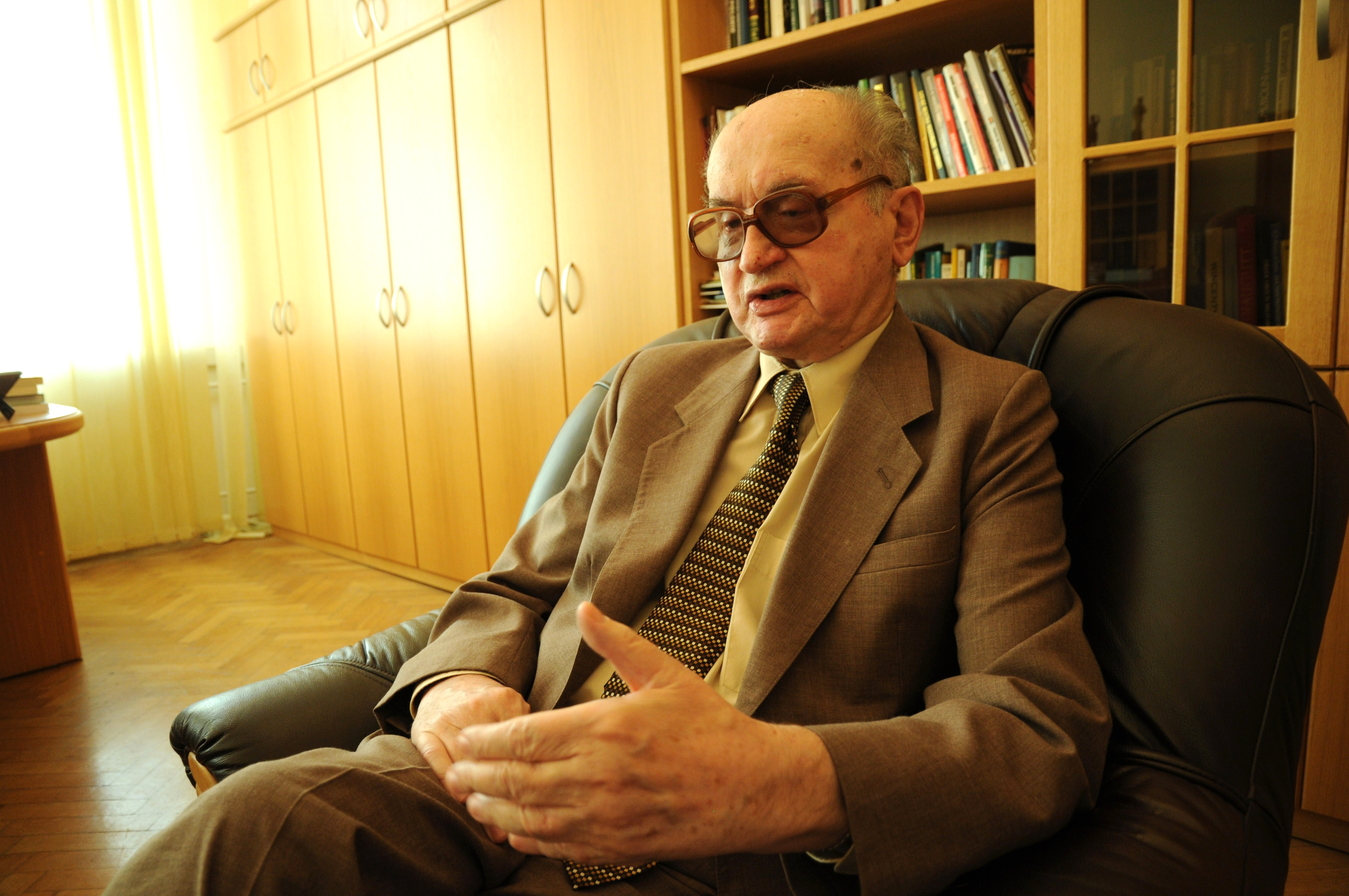
Wojciech Jaruzelski, 2009

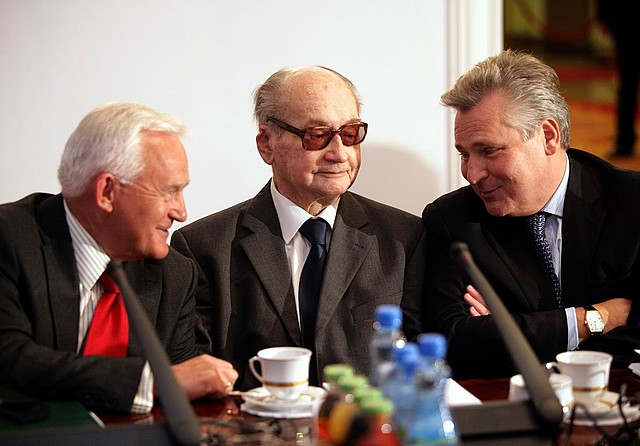
Posiedzenie Rady Bezpieczeństwa Narodowego, od lewej: Leszek Miller, Wojciech Jaruzelski, Aleksander Kwaśniewski, 24 listopada 2010

Po 1990 wycofał się z życia politycznego, choć brał udział w debatach społecznych i politycznych (wypowiadał się m.in. na temat członkostwa Polski w Unii Europejskiej).
Jako były prezydent RP, zgodnie z ustawą o uposażeniu byłych prezydentów z 1996, Jaruzelski objęty był dożywotnią ochroną osobistą Biura Ochrony Rządu. Z urzędu przysługiwało mu także uposażenie byłego prezydenta, jednak zrezygnował z niego na rzecz emerytury wojskowej. Przysługiwały mu również środki na prowadzenie biura, a do 1998 także prawo do korzystania z lecznic państwowych.
9 maja 2005 na zaproszenie prezydenta RP Aleksandra Kwaśniewskiego wziął udział w delegacji państwowej na uroczystości z okazji 60. rocznicy zakończenia II wojny światowej w Moskwie. Został tam odznaczony przez prezydenta Federacji Rosyjskiej Władimira Putina Medalem 60-lecia Zwycięstwa w Wielkiej Wojnie Ojczyźnianej. Ceremonia odbyła się podczas przyjęcia, wydanego na Kremlu przez rosyjskiego prezydenta. Przeciw odznaczeniu Jaruzelskiego tym medalem zaprotestował wówczas prezydent Czech Václav Klaus, przypominając rolę generała w trakcie interwencji w Czechosłowacji w 1968.
W czerwcu 2008 przyznano mu honorowe członkostwo w partii Racja Polskiej Lewicy (rozwiązanej w 2013). W latach 2001–2013 publikował w tygodniku „Przegląd”.
W 2010 przyjął zaproszenie rosyjskie na uroczystości z okazji 65. rocznicy zakończenia II wojny światowej w Moskwie. W związku z tym został zaproszony do składu delegacji polskiej przez prezydenta RP Lecha Kaczyńskiego, przy tym prezydencki minister Paweł Wypych podkreślił, że Lech Kaczyński bardzo negatywnie ocenia działalność gen. Jaruzelskiego w latach PRL, jednak był on kombatantem podczas wojny i demokratycznie wybranym prezydentem Polski, w związku z tym szacunek wydaje się być oczywisty. Po śmierci prezydenta Kaczyńskiego w katastrofie smoleńskiej, 9 maja 2010 Jaruzelski wziął udział w delegacji państwowej na uroczystości rocznicy zakończenia wojny na zaproszenie wykonującego obowiązki prezydenta RP Bronisława Komorowskiego. Spotkał się m.in. z prezydentem Federacji Rosyjskiej Dmitrijem Miedwiediewem oraz odwiedził miejsce katastrofy smoleńskiej i cmentarz w Katyniu.
24 listopada 2010, na zaproszenie prezydenta RP Bronisława Komorowskiego, wziął udział w Pałacu Prezydenckim w posiedzeniu Rady Bezpieczeństwa Narodowego.
W marcu 2011 u Wojciecha Jaruzelskiego zdiagnozowano chłoniaka (nowotwór złośliwy) po tym, jak dwa tygodnie wcześniej trafił do szpitala z powodu infekcji układu oddechowego i wysokiej gorączki. Pod koniec marca został ponownie przyjęty do szpitala, gdzie przeszedł tygodniowy zabieg chemioterapii. Ponieważ nowotwór w organizmie Jaruzelskiego bardzo szybko się rozwijał, jego stan zdrowia znacznie się pogorszył, mocno go osłabiając i odbierając nadzieję na wyzdrowienie.
11 maja 2014 gen. Wojciech Jaruzelski przeszedł rozległy udar mózgu, wskutek którego został częściowo sparaliżowany i utracił zdolność samodzielnego oddychania.
Zmarł 25 maja 2014 o godz. 15:24 w Warszawie, a krótko przed śmiercią wyspowiadał się oraz przyjął katolickie sakramenty, mimo deklarowania się przez większość życia jako ateista. Zwłoki zostały skremowane.

#### Pogrzeb

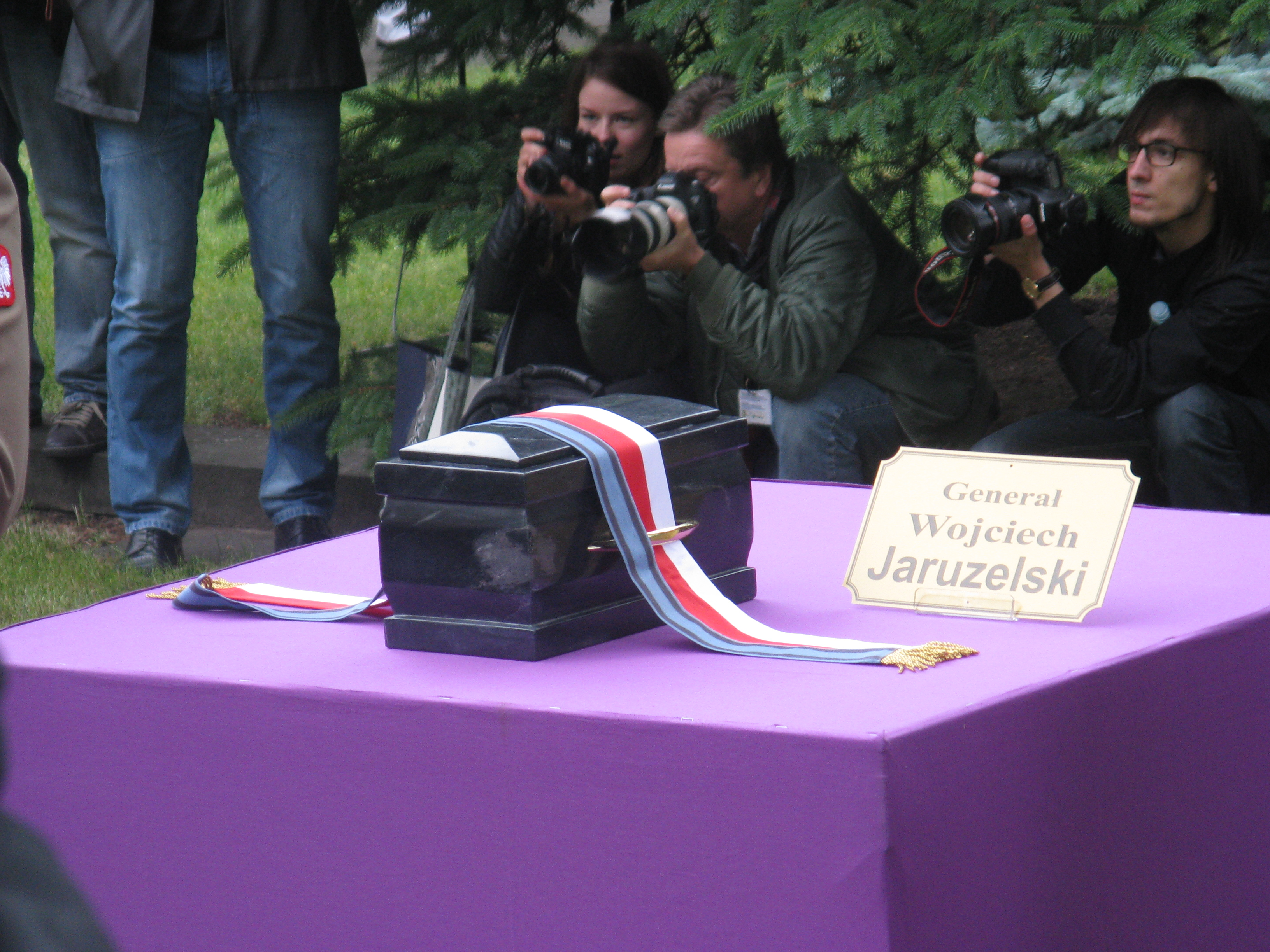
Urna z prochami gen. Wojciecha Jaruzelskiego

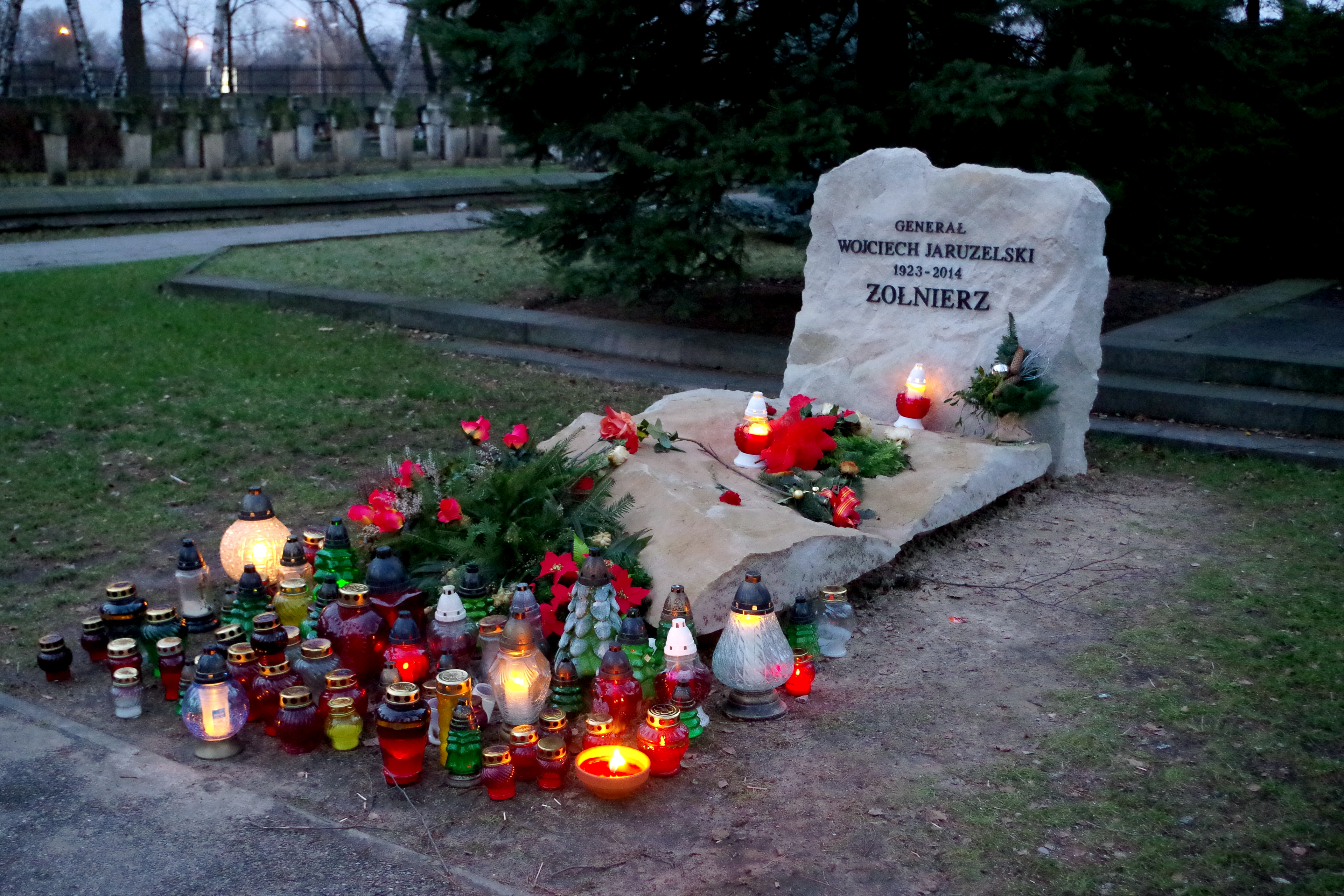
Grób na Cmentarzu Wojskowym na Powązkach

Kancelaria Prezydenta RP zwróciła się do rodziny zmarłego z propozycją zorganizowania pogrzebu państwowego z honorami. Rodzina propozycję Kancelarii przyjęła. Prezydent Warszawy Hanna Gronkiewicz-Waltz zgodziła się na pochówek prochów generała na cmentarzu na Powązkach i w imieniu miasta nieodpłatnie przekazała kwaterę na ten cel.
Przeciwko organizacji państwowego pogrzebu i pochówku na Powązkach zaprotestował prezes Instytutu Pamięci Narodowej Łukasz Kamiński, który oświadczył, że nie można pogodzić pamięci o ofiarach systemu totalitarnego z honorowaniem pogrzebem państwowym na Cmentarzu Wojskowym na Powązkach człowieka, który poświęcił większość swojego życia służbie reżimowi komunistycznemu. Sprzeciw wobec decyzji władz wyrazili również niektórzy działacze opozycji demokratycznej oraz rodziny ofiar stanu wojennego.
Pogrzeb odbył się 30 maja 2014. Mszę św. żałobną w katedrze polowej Wojska Polskiego w Warszawie odprawił bp polowy Wojska Polskiego ks. Józef Guzdek wraz z księżmi Adamem Bonieckim oraz Wojciechem Lemańskim i Wojciechem Drozdowiczem z Bielan. Urna z prochami zmarłego nie była obecna w świątyni. Oprócz najbliższej rodziny zmarłego żony Barbary i córki Moniki obecni byli m.in. prezydent RP Bronisław Komorowski, a także byli prezydenci Lech Wałęsa i Aleksander Kwaśniewski. W trakcie mszy pogrzebowej na placu przed katedrą demonstranci rozwinęli portrety i plakaty przypominające ofiary stanu wojennego.
Po nabożeństwie na Cmentarzu Wojskowym na Powązkach odbył się pogrzeb świecki z udziałem honorowej asysty wojskowej (kwatera C6-tuje-5). Przemarszowi konduktu pogrzebowego towarzyszyły okrzyki i gwizdy niektórych demonstrantów. Nad grobem przemówienie wygłosił Aleksander Kwaśniewski. Władze RP reprezentował doradca prezydenta RP prof. Tomasz Nałęcz oraz minister obrony narodowej Tomasz Siemoniak. Na pogrzeb przybyli: część posłów Sojuszu Lewicy Demokratycznej, publicysta Adam Michnik, były I sekretarz KC PZPR Stanisław Kania oraz najbliżsi współpracownicy Jaruzelskiego z lat 80.: były szef MSW Czesław Kiszczak oraz były rzecznik prasowy rządu Jerzy Urban, a także ambasador Rosji w Polsce Aleksandr Aleksiejew. Urnę z prochami złożono w kwaterze 1 Armii Wojska Polskiego. Grób był stale monitorowany i strzeżony przez policję.

## Życie prywatne
Żoną Wojciecha Jaruzelskiego była od 1960 Barbara Jaruzelska (ślub wzięli w Szczecinie), doktor filologii germańskiej Uniwersytetu Warszawskiego. Mieli córkę Monikę oraz wnuka Gustawa.
Wywód genealogiczny
Tablice genealogiczne rodu Jaruzelskich herbu Ślepowron.

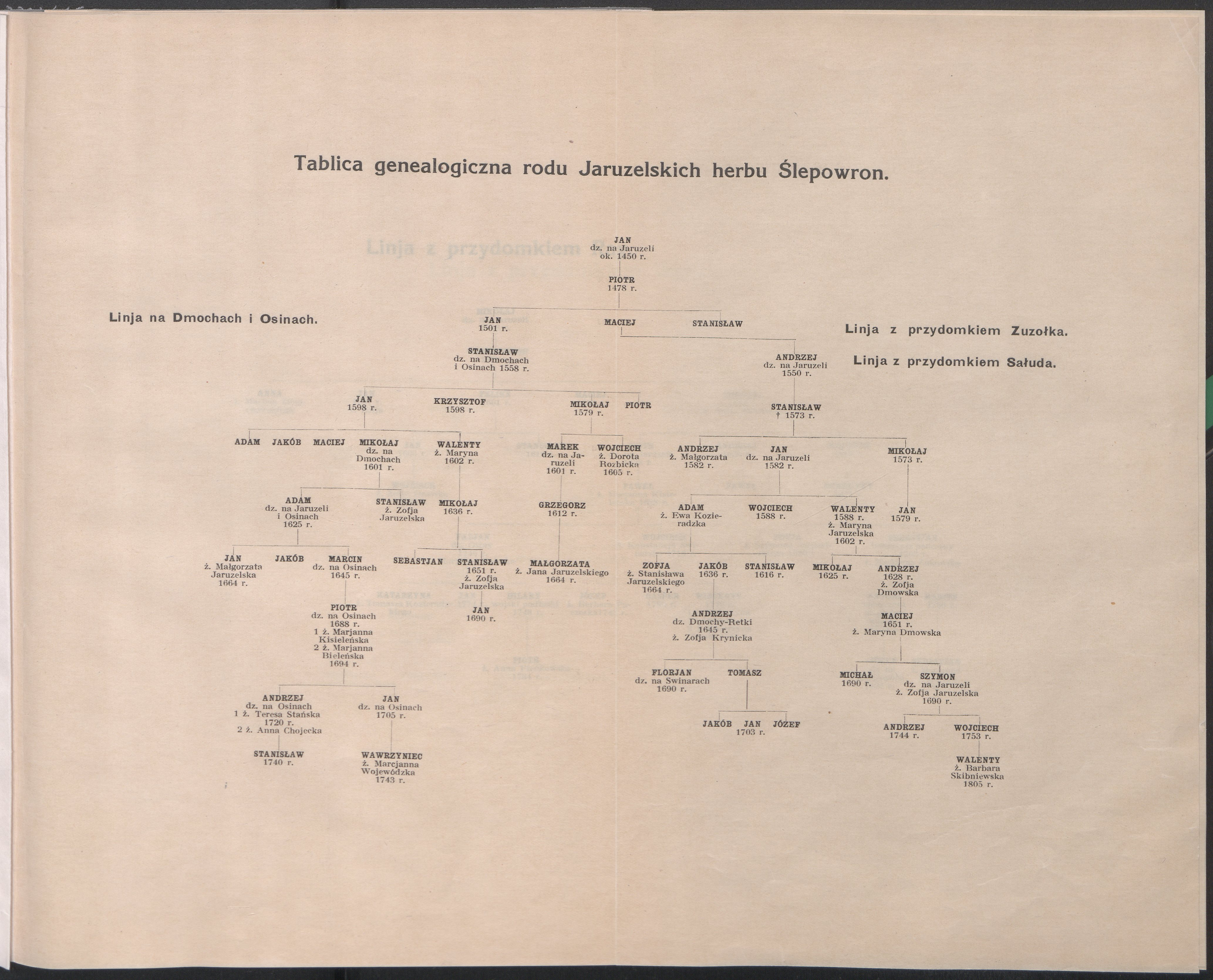

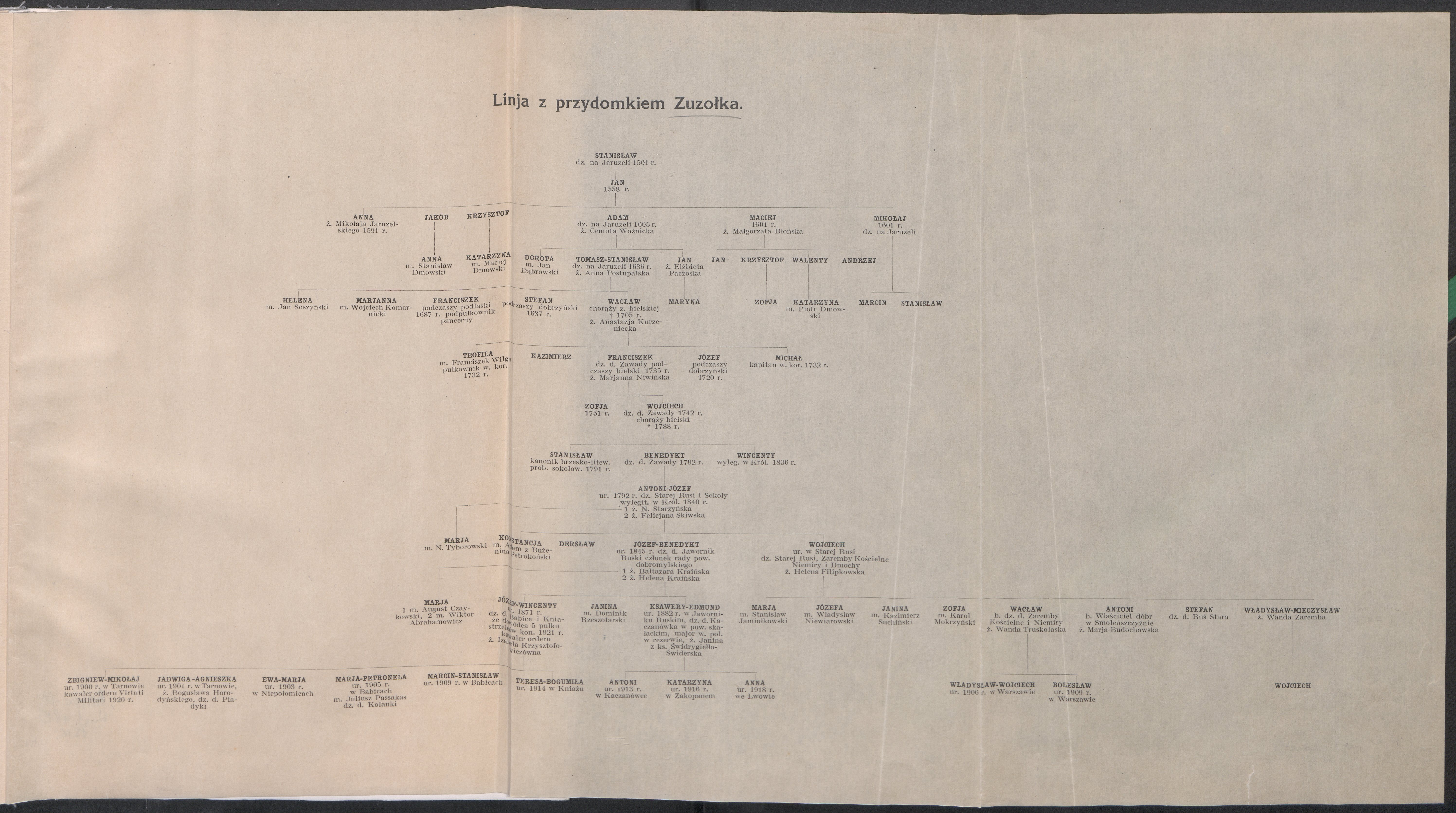

| 4. Wojciech Jaruzelski (?−1903) |  |                                                |  |  |                                    |
|                                 |  | 2. Władysław Mieczysław Jaruzelski (1888–1942) |  |  |                                    |
| 5. Helena Filipkowska (1840–?)  |  |                                                |  |  |                                    |
|                                 |  |                                                |  |  | 1. Wojciech Jaruzelski (1923–2014) |
| 6. Hipolit Zaremba (c. 1860–?)  |  |                                                |  |  |                                    |
|                                 |  | 3. Wanda Zaremba (1901–1966)                   |  |  |                                    |
| 7. Zofia Wróbel (1870–1955)     |  |                                                |  |  |                                    |
|                                 |  |                                                |  |  |                                    |

## Postępowanie przed Trybunałem Stanu

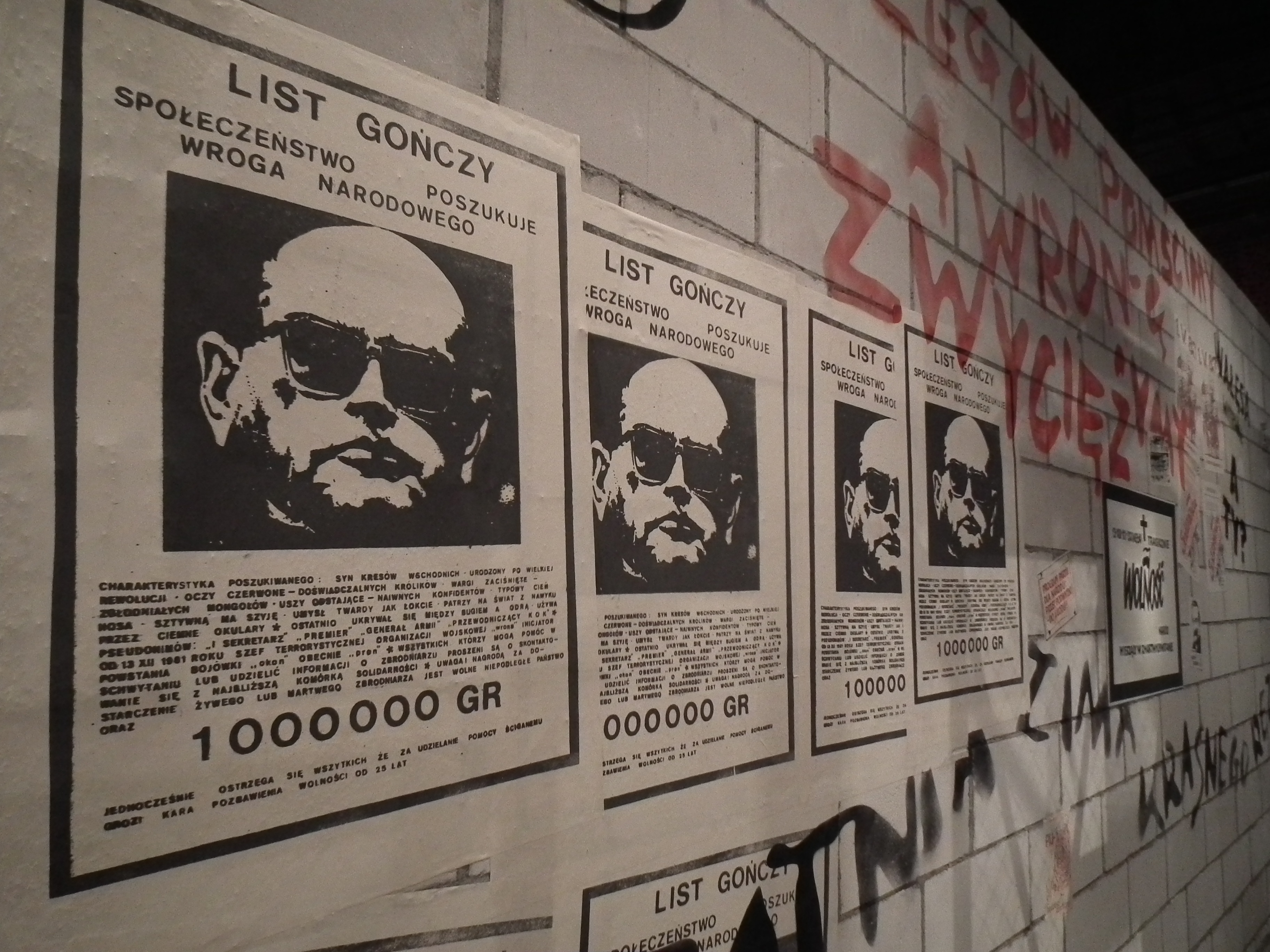
Satyryczny list gończy za Wojciechem Jaruzelskim z okresu stanu wojennego, zbiory Centrum Solidarności Gdańsk

- 6 grudnia 1991 – 51 posłów Konfederacji Polski Niepodległej złożyło do marszałka Sejmu wstępny wniosek o pociągnięcie do odpowiedzialności konstytucyjnej i karnej przed Trybunałem Stanu 26 osób związanych z wprowadzeniem i realizacją stanu wojennego (w tym i Wojciecha Jaruzelskiego). Postępowanie prowadziła sejmowa Komisja Odpowiedzialności Konstytucyjnej Sejmu I i II kadencji[104].
- 23 października 1996 – Sejm II kadencji uchwałą umorzył postępowanie prowadzone w tej sprawie (M.P. z 1996 r. nr 67, poz. 629).

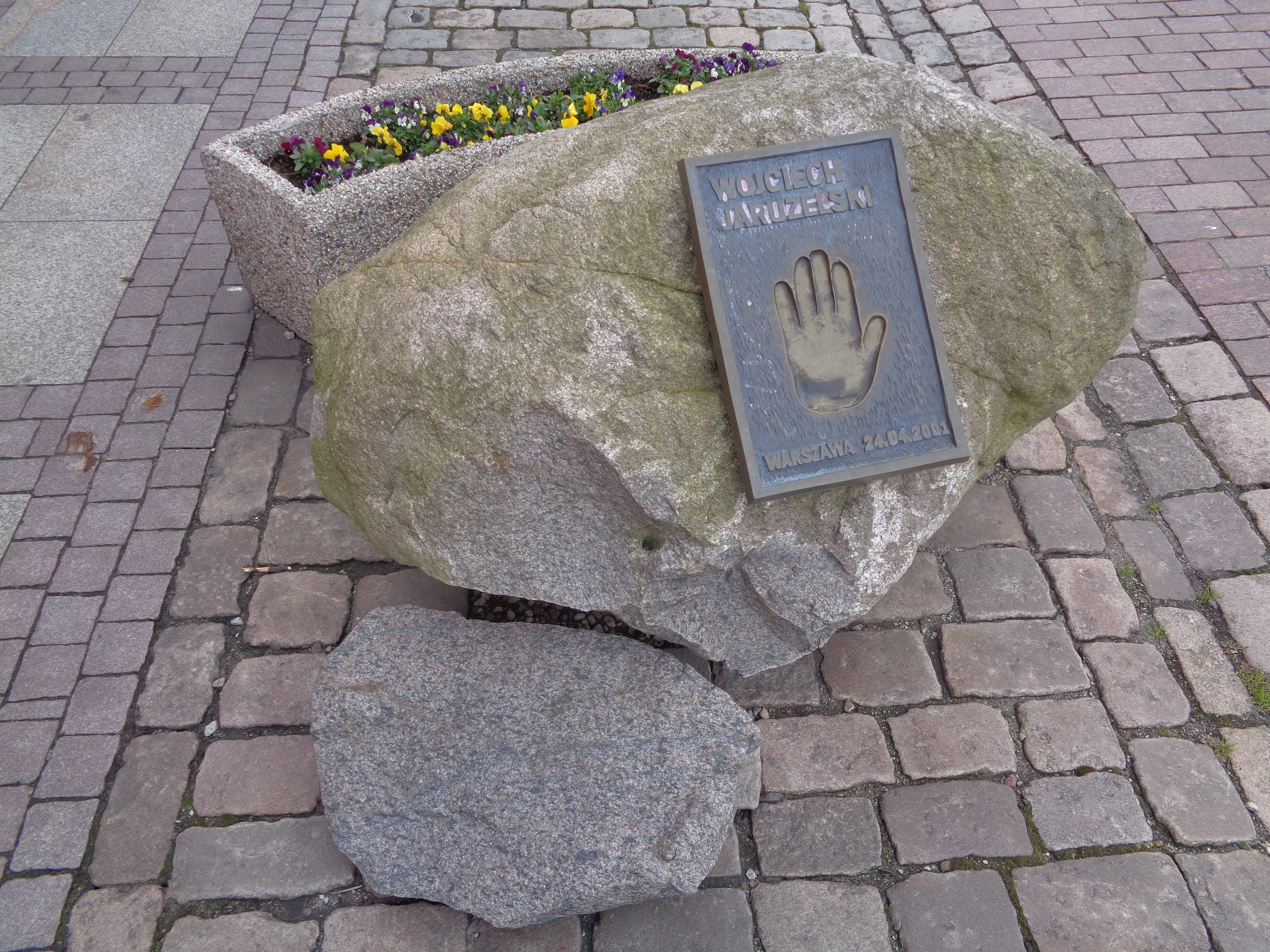
Odcisk dłoni Wojciecha Jaruzelskiego w Łebie, w ramach alei prezydentów RP

## Procesy karne
- 17 kwietnia 2007 prokuratorzy pionu śledczego Instytutu Pamięci Narodowej zakończyli śledztwo przeciwko autorom stanu wojennego – Wojciechowi Jaruzelskiemu i Czesławowi Kiszczakowi (w sumie aktem oskarżenia objęto 9 osób) i skierowali przeciwko nim akt oskarżenia do Sądu Rejonowego Warszawa-Śródmieście. Podstawą do postawienia zarzutów były m.in. odtajnione przez ministra obrony Radosława Sikorskiego dokumenty Układu Warszawskiego, w tym także „Myśl przewodnia wprowadzenia stanu wojennego” podpisana w marcu 1981 przez Jaruzelskiego i Kanię.

Wojciech Jaruzelski, jako stojący na czele utworzonej w nocy z 12 na 13 grudnia 1981 Wojskowej Rady Ocalenia Narodowego, został oskarżony o:
1. zbrodnię komunistyczną, polegającą na kierowaniu „związkiem przestępczym o charakterze zbrojnym, mającym na celu popełnianie przestępstw”,
2. podżeganie członków Rady Państwa PRL (organ ten formalnie wprowadził stan wojenny w PRL) do przekroczenia ich uprawnień poprzez uchwalenie dekretów o stanie wojennym w czasie trwającej sesji Sejmu PRL – wbrew obowiązującej wówczas Konstytucji.

Postępowanie sądowe rozpoczęło się w marcu 2008. Akt oskarżenia nie został odczytany, gdyż sąd w maju 2008 nakazał prokuratorowi z IPN-u uzupełnienie materiału dowodowego m.in. o przesłuchanie świadków Margaret Thatcher i Michaiła Gorbaczowa.
Był również oskarżony w procesie o „sprawstwo kierownicze” masakry robotników Wybrzeża w grudniu 1970.

## Ocena
Według badania przeprowadzonego przez Centrum Badań Opinii Społecznej w 2014, już po śmierci Wojciecha Jaruzelskiego, 47% badanych uznało, że generał dobrze zasłużył się Polsce, 33% – że nie, a 20% ankietowanych nie potrafiło się określić.

## Książki

### Publikacje w języku polskim
- Stan wojenny. Dlaczego... (współpraca: Marek Jaworski, Włodzimierz Łoziński), Wyd. BGW, Warszawa 1992, ISBN 83-7066-345-1.
- Różnić się mądrze. Jak doszło do stanu wojennego, Wyd. „Książka i Wiedza”, Warszawa 1999, ISBN 83-05-13118-1.
- Wyjaśniam, Wyd. MADO, Toruń 2001, ISBN 83-7322-125-5.
- Przed Sądem, Wyd. Adam Marszałek, Toruń 2002, ISBN 83-7322-182-4.
- Przeciwko bezprawiu, Wyd. Adam Marszałek, Toruń 2004, ISBN 83-7322-927-2.
- Pod prąd. Refleksje rocznicowe, Wyd. Comandor, Warszawa 2005, ISBN 83-88329-97-9.
- Historia nie powinna dzielić, Wyd. Adam Marszałek, Toruń 2006, ISBN 83-89886-73-1.
- Być może to ostatnie słowo. (Wyjaśnienia złożone przed Sądem), Wyd, Comandor, Warszawa 2009, ISBN 978-83-7473-039-6.
- Starsi o 30 lat, Wydawnictwo Adam Marszałek, Toruń 2011, ISBN 978-83-7780-165-9[111].

### Publikacje obcojęzyczne
- Parteitag der Polnischen Vereinigten Arbeiterpartei, Wyd. Dietz, Berlin 1987, ISBN 3-320-00877-3.
- Hinter den Türen der Macht. Der Anfang vom Ende einer Herrschaft., Wyd. Militzke, Lipsk 1996, ISBN 3-86189-089-5.
- Уроки истории – не соль на раны: беседа с Валентином Оскоцким (Lekcja historii – nie sól na rany: wywiad z Walentynem Oskockim), Wyd. Uzorocze, Riazań 2000 ISBN 5-85057-262-7.

## Awanse
- chorąży – 16 grudnia 1943
- podporucznik – 11 listopada 1944
- porucznik – 25 kwietnia 1945
- kapitan – 22 lipca 1946
- major – 10 lipca 1948
- podpułkownik – 25 stycznia 1949
- pułkownik – 31 grudnia 1953
- generał brygady – 14 lipca 1956
- generał dywizji – 13 lipca 1960
- generał broni – 9 lipca 1968
- generał armii – 23 września 1973[12]

## Ordery i odznaczenia

### Polskie
- Order Budowniczych Polski Ludowej – 1969
- Order Sztandaru Pracy I klasy
- Order Krzyża Grunwaldu III klasy – 2 września 1945
- Krzyż Oficerski Orderu Odrodzenia Polski
- Krzyż Kawalerski Orderu Odrodzenia Polski – 5 listopada 1948
- Krzyż Srebrny Orderu Wojennego Virtuti Militari
- Krzyż Walecznych (dwukrotnie) – po raz pierwszy 6 grudnia 1946[112]
- Srebrny Krzyż Zasługi – 20 lipca 1945
- Srebrny Medal „Zasłużonym na Polu Chwały” (trzykrotnie) – 4 lutego 1945, 27 marca 1945, 12 maja 1945
- Medal „Za udział w walkach w obronie władzy ludowej”
- Medal 30-lecia Polski Ludowej – 1974
- Medal 40-lecia Polski Ludowej – 1984
- Medal za Warszawę 1939–1945 – 1945
- Medal za Odrę, Nysę, Bałtyk
- Medal Zwycięstwa i Wolności 1945
- Złoty Medal „Siły Zbrojne w Służbie Ojczyzny”
- Srebrny Medal „Siły Zbrojne w Służbie Ojczyzny”
- Brązowy Medal „Siły Zbrojne w Służbie Ojczyzny”
- Medal 10-lecia Polski Ludowej – 1954
- Medal „Za udział w walkach o Berlin”
- Złoty Medal „Za zasługi dla obronności kraju” – 1973
- Srebrny Medal „Za zasługi dla obronności kraju” – 1968
- Brązowy Medal „Za zasługi dla obronności kraju” – 1966
- Medal Komisji Edukacji Narodowej
- Medal im. Ludwika Waryńskiego – 1988[113][114]
- Medal pamiątkowy „40-lecia PZPR” – 1988[113]
- Honorowa Odznaka 30-lecia PPR – 1972[115]
- Medal „Pro Memoria” – 2005
- Złote Odznaczenie im. Janka Krasickiego
- Odznaka „Zasłużony Działacz SZMW”
- Honorowa odznaka Zrzeszenia Studentów Polskich – 1963[116]
- Złota Odznaka Honorowa Towarzystwa Przyjaźni Polsko-Radzieckiej – 1964[117]
- Medal za zasługi dla Związku Zawodowego Pracowników Kultury i Sztuki – 1979[118]
- Odznaka 1000-lecia Państwa Polskiego
- Tytuł Honorowego Górnika PRL – 1978[119]
- Medal pamiątkowy „Zasłużonemu dla Pomorskiego Okręgu Wojskowego”
- Odznaka „Zasłużony dla Śląskiego Okręgu Wojskowego”
- Medal pamiątkowy „Za zasługi dla Warszawskiego Okręgu Wojskowego”
- Medal „Zasłużonemu dla Lotnictwa”
- Medal „Za zasługi dla Wojsk Obrony Powietrznej Kraju”
- Medal „Za Zasługi dla Marynarki Wojennej”
- Medal Sztabu Generalnego WP „Amor Patriae Suprema Lex”
- Medal pamiątkowy Wojskowej Akademii Medycznej (1973)[120]
- Złota odznaka honorowa „Za Zasługi dla Warszawy” – 1962[121]
- Odznaka honorowa „Za zasługi w rozwoju województwa koszalińskiego” – 1969[122]
- Odznaka honorowa „Zasłużonym Ziemi Gdańskiej” – 1969[123]
- Specjalny medal pamiątkowy miasta Krakowa – 1985 (nadany przez prezydium Społecznego Komitetu Odnowy Zabytków Krakowa)[124]
- Złota honorowa odznaka Towarzystwa Przyjaciół Szczecina – 1973[125]
- i wiele innych odznaczeń resortowych i organizacji społecznych

W sierpniu 1999 odznaczony medalem „Cztery Wieki Stołeczności Warszawy”. Wręczył go ówczesny wiceprezydent miasta Jacek Zdrojewski. 21 grudnia 1999 gen. Wojciech Jaruzelski zwrócił medal otrzymany w sierpniu po wiadomości prasowej informującej, że prezydent Warszawy Paweł Piskorski nie podtrzymałby tej decyzji, gdyby był o niej poinformowany. W liście do prezydenta miasta gen. Wojciech Jaruzelski napisał m.in.:

Z całą powagą przyjąłem też Pańskie stwierdzenie, iż Pan nie przyznałby mi tego medalu. Wyciągając z powyższego logiczny wniosek, zwracam go na Pańskie ręce. Będę starał się zadowolić medalem z 1945 Za Wyzwolenie Warszawy, a także orderem Virtuti Militari, dwoma Krzyżami Walecznych oraz trzema srebrnymi Medalami Zasłużonym na Polu Chwały, w których to odznaczeniach mieści się cząstka uznania również dla warszawskiego etapu mej żołnierskiej drogi.

26 marca 2006 gen. Wojciech Jaruzelski został odznaczony przez prezydenta RP Lecha Kaczyńskiego Krzyżem Zesłańców Sybiru. Komentując ten fakt, stwierdził, że cieszy się, iż prezydent Kaczyński wzniósł się ponad historyczne podziały. Po ujawnieniu tego faktu przez TVN Kancelaria Prezydenta oświadczyła, że gen. Wojciech Jaruzelski został odznaczony przez pomyłkę, gdyż Prezydent akceptował tylko postanowienia, nie zaś listy osób i nie zdawał sobie sprawy, że na liście występuje Wojciech Jaruzelski. Po tym oświadczeniu gen. Wojciech Jaruzelski odesłał otrzymane odznaczenie prezydentowi Lechowi Kaczyńskiemu.

### Zagraniczne (lista niepełna)
- Order Lenina (Związek Radziecki, dwukrotnie) – 1968 i 1983
- Order Rewolucji Październikowej (Związek Radziecki) – 1973
- Order Czerwonego Sztandaru (Związek Radziecki) – 1978
- Order Przyjaźni Narodów (Związek Radziecki) – 1973
- Medal „Za zdobycie Berlina” (Związek Radziecki)
- Medal „Za wyzwolenie Warszawy” (Związek Radziecki)
- Medal jubileuszowy „W upamiętnieniu 100-lecia urodzin Władimira Iljicza Lenina” (Związek Radziecki) – 1970
- Medal „Za zwycięstwo nad Niemcami w Wielkiej Wojnie Ojczyźnianej 1941–1945” (Związek Radziecki)
- Medal jubileuszowy „Dwudziestolecia zwycięstwa w Wielkiej Wojnie Ojczyźnianej 1941–1945” (Związek Radziecki) – 1965[127]
- Odznaka 25-lecia Zwycięstwa w Wielkiej Wojnie Ojczyźnianej 1941–1945 (Związek Radziecki) – 1970[128]
- Medal jubileuszowy „Trzydziestolecia zwycięstwa w Wielkiej Wojnie Ojczyźnianej 1941–1945” (Związek Radziecki) – 1975[129]
- Medal jubileuszowy „Czterdziestolecia zwycięstwa w Wielkiej Wojnie Ojczyźnianej 1941–1945” (Związek Radziecki) – 1985[130]
- Medal jubileuszowy „50 lat Sił Zbrojnych ZSRR” (Związek Radziecki) – 1968
- Medal jubileuszowy „60 lat Sił Zbrojnych ZSRR” (Związek Radziecki) – 1978
- Medal jubileuszowy „70 lat Sił Zbrojnych ZSRR” (Związek Radziecki) – 1988
- Medal Żukowa (Rosja) – 1996
- Medal jubileuszowy „50-lecia zwycięstwa w Wielkiej Wojnie Ojczyźnianej 1941–1945” (Rosja) – 1995
- Medal jubileuszowy „60-lecia zwycięstwa w Wielkiej Wojnie Ojczyźnianej 1941–1945” (Rosja) – 2005
- Order Georgi Dimitrowa (Bułgaria) – 1983
- Medal 90-lecia urodzin Georgi Dymitrowa (Bułgaria) - 1972[131]
- Jubileuszowy Medal 100. Rocznicy Urodzin Georgi Dymitrowa (Bułgaria) – 1983[132]
- Medal „Za umacnianie braterstwa broni” (Bułgaria) – 1980
- Medal 25-lecia Bułgarskiej Armii Ludowej (Bułgaria) – 1969[133]
- Medal 30-lecia Bułgarskiej Armii Ludowej (Bułgaria) – 1974
- Medal 50-lecia Komunistycznej Partii Czechosłowacji (Czechosłowacja) – 1971[134]
- Order Czerwonego Sztandaru (Czechosłowacja) – 1971[135]
- Order Lwa Białego I klasy (Czechosłowacja) – 1978
- Order Klementa Gottwalda (Czechosłowacja) – 1983
- Dukielski Medal Pamiątkowy (Czechosłowacja) – 1961[136]
- Medal „Za umacnianie Przyjaźni Sił Zbrojnych” I stopnia (Czechosłowacja) – 1970, 1980[137]
- Medal 30-lecia wyzwolenia Czechosłowacji przez Armię Radziecką (Czechosłowacja) – 1975[138]
- Krzyż Wielki Orderu Białej Róży (Finlandia) – 1989
- Order Flagi Narodowej (Korea Północna) – 1977
- Order José Martí (Kuba) – 1983
- Order Suche Batora (Mongolia) – 1977
- Order Bojowego Czerwonego Sztandaru (Mongolia) – 1983
- Order Karla Marksa (Niemcy Wschodnie) – 1983
- Order Scharnhorsta (Niemcy Wschodnie) – 1975
- Order Gwiazdy Socjalistycznej Republiki Rumunii ze Wstęgą I klasy (Rumunia) – 1983
- Złoty Medal „Virtutea Ostăşească” (Rumunia) – 1971
- Order Zasługi Czerwonego Sztandaru (Węgry) – 1977
- Order Flagi WRL z Diamentami I klasy (Węgry) – 1983
- Złoty Medal Braterstwa Broni Węgierskiej Armii Ludowej (Węgry)
- Order Złotej Gwiazdy (Wietnam) – 1983
- Komandor Orderu Korony (Belgia) – 1967
- Krzyż Wielki Orderu Zbawiciela (Grecja) – 1987
- Krzyż Wielki Orderu Legii Honorowej (Francja) – 1989[139]
- Krzyż Wielki Orderu Księcia Henryka Żeglarza (Portugalia) – 1975
- Łańcuch Orderu Zasługi Republiki Włoskiej[140] (Włochy) – 1989
- Medal 60-lecia zakończenia II Wojny Światowej (Izrael) – 2005[141]
- Złoty Medal Światowej Federacji Związków Zawodowych – 1987[142]
- i wiele innych medali zagranicznych[143]

## Wojciech Jaruzelski w filmie i teatrze
Wojciechowi Jaruzelskiemu poświęcono filmy dokumentalne. W 2011 powstała sztuka teatralna pt. Generał autorstwa Jarosława Jakubowskiego.
Filmy dokumentalne
- Generał (1992), reżyseria: Bolesław Sulik[146]
- Noc z generałem (2001), reżyseria: Maria Zmarz-Koczanowicz, scenariusz: Teresa Torańska[147]
- Sekret generała (2003), realizacja: Patrick Cabouat, scenariusz: Guy Darbois[148]
- Generał Wojciech Jaruzelski (2008), reżyseria oraz scenariusz: Tomasz Paprocki i Piotr Pałka[149]
- Towarzysz generał (2009), reżyseria oraz scenariusz: Robert Kaczmarek i Grzegorz Braun[144]
- Towarzysz generał idzie na wojnę (2011), reżyseria oraz scenariusz: Robert Kaczmarek i Grzegorz Braun[150][151]

## Inne informacje
- Wojciech Jaruzelski uczęszczał do jednej klasy w gimnazjum wraz z Tadeuszem Gajcym, poetą i powstańcem warszawskim[152].
- Podczas studiów na Akademii Sztabu Generalnego, koledzy Wojciecha Jaruzelskiego nazywali go „małym Jezusem” – z powodu niezwykłej przykładności, pilności, dobrego wychowania i wielkiej pobożności[153].
- Jako I sekretarz KC PZPR Jaruzelski na zalecenie BOR przewożony był opancerzonym pojazdem marki Peugeot 604[154] znajdującym się obecnie w muzeum w Otrębusach, a później, jako prezydent PRL i RP, użytkował pancerne Volvo 760 GLE (rok produkcji 1986). Po 2001 pojazd wykorzystywany był przez policję do przewożenia świadków koronnych[155]. Obecnie jest eksponatem muzealnym na wyposażeniu Muzeum Broni Pancernej Centrum Szkolenia Wojsk Lądowych w Poznaniu.
- Fragment przemówienia z 13 grudnia 1981, informującego o wprowadzeniu stanu wojennego w Polsce stanowi wstęp albumu Las Maquinas de la Muerte z 1999 grupy muzycznej Kazik na Żywo[156].
- Postać Jaruzelskiego, zwłaszcza po wprowadzeniu stanu wojennego, była przedmiotem szeregu żartów[157]. Ze względu na ciemne okulary, lecz i w nawiązaniu do nazwy herbu Ślepowron, Jaruzelski bywał nazywany „Spawaczem”, „Ślepym”[158] oraz „Ślepowronem”[159].
- Przeciwko Jaruzelskiemu była skierowana piosenka Bajmu „Józek, nie daruję ci tej nocy”; utwór początkowo nazywał się „Wojtek, nie daruję ci tej nocy”[160]. W latach 80. podczas jednego z koncertów w Warszawie będący wśród publiczności studenci zaczęli śpiewać „Wojtek” zamiast „Józek”. W efekcie zespół przez dwa lata nie mógł koncertować w stolicy[161].
- Jest osobą, która najdłużej w historii Polski sprawowała urząd ministra obrony narodowej (5703 dni).